# Saint-Germain-en-Laye
Saint-Germain-en-Laye este o comună franceză situată la 19 km vest de Paris, în departamentul Yvelines, în regiunea Île-de-France.
De la 1 ianuarie 2019, Saint-Germain-en-Laye are statutul de comună nouă, în urma absorbției comunei Fourqueux la aceeași dată.
Istoria orașului Saint-Germain-en-Laye a fost mult timp legată de prezența castelului, care a servit drept reședință frecventă pentru regii Franței. Importanța sa a scăzut însă odată cu stabilirea lui Ludovic al XIV-lea la Versailles. De asemenea, pădurea din apropiere, fost domeniu regal de vânătoare, a jucat un rol important.
La începutul secolului XXI, Saint-Germain-en-Laye găzduiește o subprefectură a departamentului Yvelines și a devenit un oraș rezidențial foarte căutat, cu un caracter internațional pronunțat.
Saint-Germain-en-Laye este renumit pentru castelele sale (Château-Vieux, vestigiile Château-Neuf, Château d'Hennemont), terasa sa, pădurea, școlile, magazinele și muzeele sale (Muzeul de Arheologie Națională, Muzeul Prieuré, Muzeul Claude-Debussy).

## Geografie
Comuna Saint-Germain-en-Laye, situată în suburbia de vest a Parisului și în nord-estul departamentului Yvelines, este, cu pădurea sa domanială care îi conferă peste 4.800 de hectare, cea mai întinsă comună din departament (a treia din Île-de-France, după Fontainebleau și Paris). Ea ocupă cea mai mare parte a unei bucle a Senei, acoperită în mare parte de pădurea domanială cu același nume. Situl istoric al orașului se află în partea de sud-est a acestui teritoriu, pe marginea unui platou calcaros care domină Sena cu aproximativ 60 de metri și de unde priveliștea se întinde asupra unei mari părți din vestul Parisului.

### Comune limitrofe
| Achères                          | Achères                       | Achères Maisons-Laffitte |
| Poissy                           |                               | Le Mesnil-le-Roi         |
| Saint-Nom-la-Bretèche Chambourcy | Mareil-Marly L'Étang-la-Ville | Le Pecq                  |

Teritoriul comunei se întinde pe un platou delimitat abrupt spre est, atingând altitudinea maximă de 90 de metri la nivelul castelului. Marginea platoului, marcată parțial de terasa cunoscută sub numele de Terrasse, corespunde limitei intercomunale care separă Saint-Germain de Pecq, situat mai jos, pe malul Senei. Platoul coboară treptat spre vest, până la 50-60 de metri la limita cu Poissy, și spre nord, până la aproximativ 25 de metri, în câmpia agricolă din Achères. Spre sud, este profund brăzdat de valea pârâului Buzot, traversată parțial de RN 13 și de un viaduct pe care trece linia de centură feroviară mare, și urcă semnificativ la limita comunelor Mareil-Marly și Fourqueux, ajungând la o altitudine de aproximativ 100 de metri în zona colinei Hennemont.

### Hidrografie

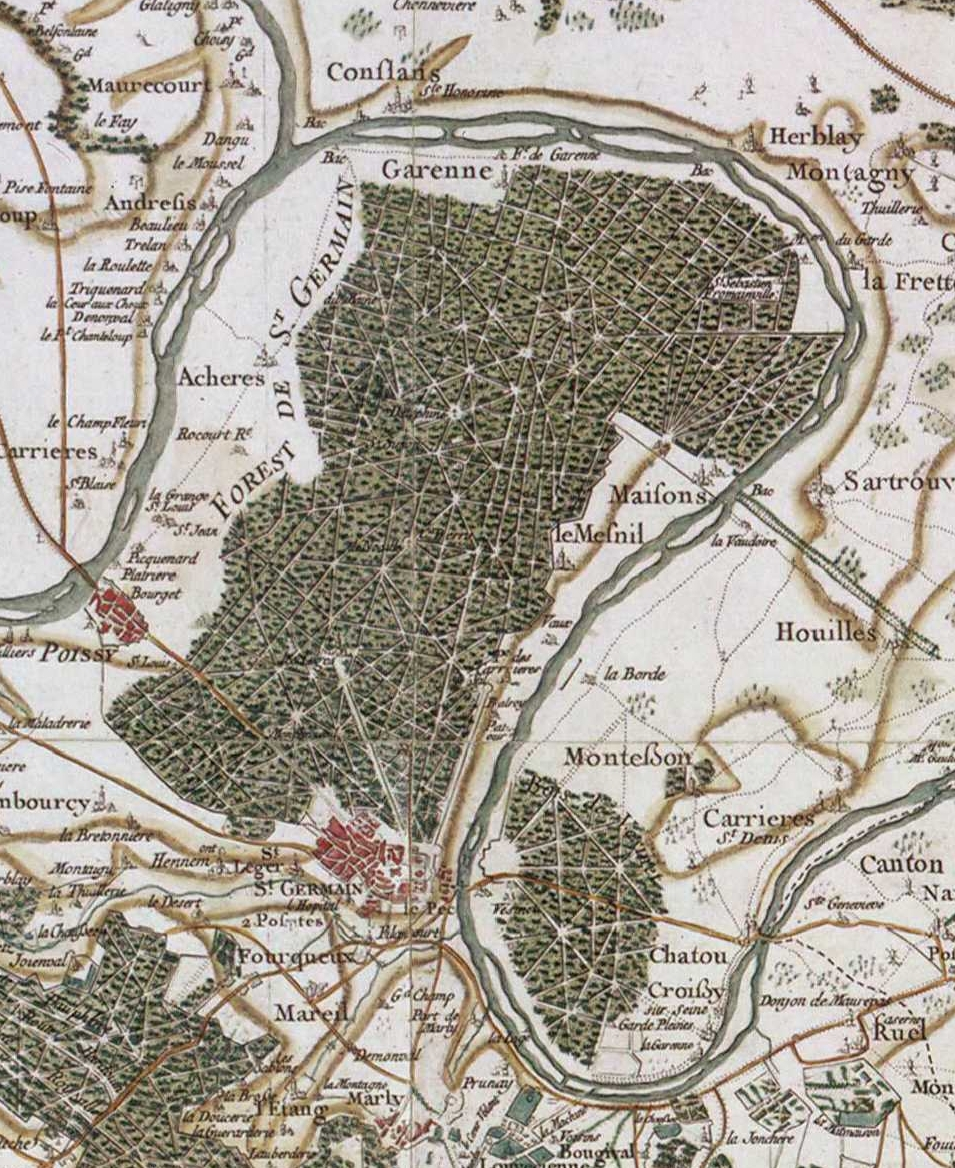
Saint-Germain-en-Laye și pădurea sa într-o buclă a Senei în jurul anului 1780 (harta Cassini).

Pe teritoriul comunei există un singur curs de apă, și anume pârâul Buzot, un afluent al Senei cu o lungime de 9 km, al cărui traseu, orientat vest-est, traversează partea de sud a comunei. Acest pârâu este în mare parte canalizat și subteran. Fundul văii este utilizat de devierea drumului național RN 13.

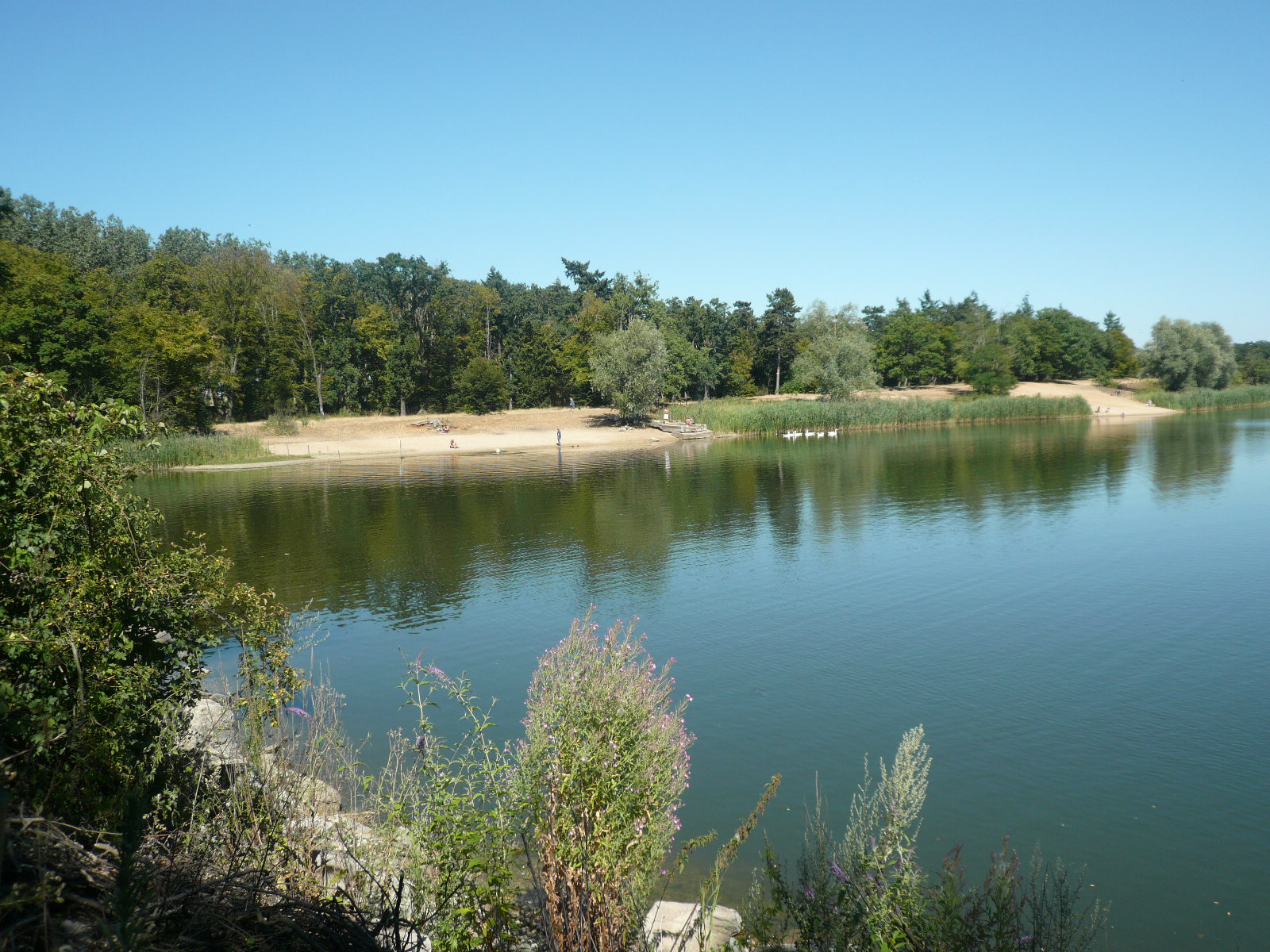
Vedere spre lacul Corra.

Comuna nu este situată direct pe malul Senei, însă în partea sa de nord-nord-est, limita comunală se apropie foarte mult de fluviu. Comuna este separată de acesta printr-o fâșie îngustă care aparține comunei Achères și, uneori, prin foste insule care sunt administrativ atribuite comunelor de pe malul drept (Conflans-Sainte-Honorine, Herblay, La Frette-sur-Seine).
Câteva întinderi de apă, rezultate din foste exploatări de nisip, se află în nordul comunei, printre care și lacul Corra.

### Geologie
Saint-Germain-en-Laye este așezat pe un platou calcaros care formează o terasă ce domină Sena. Subsolul său este alcătuit dintr-o suprapunere de straturi sedimentare din era terțiară, aproape orizontale, care se sprijină pe un strat de cretă din era secundară, straturi care sunt brăzdate de valea Senei și de cea a pârâului Buzot.
Straturile geologice în regiunea Saint-Germain-en-Laye, de sus în jos, sunt următoarele:
- Calcarul de Saint-Ouen din Bartonianul inferior (Marinésien), cu o grosime de aproximativ cinci metri, aflorează în centrul orașului, precum și spre vest, la limita cu Poissy.
- Nisipurile de Beauchamp din Bartonianul inferior (Auversien), prezente mai ales sub centrul vechi al orașului și în partea de nord a pădurii, pe o grosime de aproximativ opt metri.
- Calcarul grosier din Lutețian (aproximativ 45 de milioane de ani), cu o grosime de aproximativ cincisprezece metri. Acest strat calcaros, care corespunde platformei structurale a regiunii Vexin, a fost exploatat în trecut ca piatră de construcție[n 3] în numeroase cariere, în special în comunele limitrofe Poissy și Mesnil-le-Roi (Carrières-sous-Bois).
- Un strat de argilă (Ypresian inferior) care suprapune marnele din Montian[n 4].
- Cretă albă cu silex din Campanian (70-80 milioane de ani, Cretacic). Acest strat foarte gros, care constituie baza geologică a zonei, aflorează doar la baza dealului (Le Pecq) și este în mare parte acoperit de aluviuni moderne.

Baza pădurii Saint-Germain-en-Laye este formată în principal din terase aluviale dispuse în trepte, formate în timpul Cuaternarului, în interiorul unei meandre a Senei, ca urmare a variațiilor nivelului Canalului Mânecii în perioadele de glaciații și deglaciații succesive. Acestea sunt alcătuite din aluviuni (nisipuri și pietrișuri) vechi în partea de sud (terasa superioară), cu excepția zonelor din vest și nord-vest, la limita cu Poissy și Achères, unde aceste aluviuni dispar, lăsând să iasă la suprafață straturile calcaroase subiacente, și din aluviuni mai recente în partea de nord (terasa inferioară).

### Ocuparea teritoriului
Teritoriul comunei este majoritar rural (73 %). Spațiul rural corespunde aproape în totalitate suprafeței acoperite de pădurea Saint-Germain-en-Laye. La acesta se adaugă, la nord de pădure, o parte din „parcul agricol Achères” (care aparține orașului Paris).
Spațiul urban construit reprezintă 19 % din total, adică 914 hectare. Acesta include:
- Zonele rezidențiale, concentrate în partea de sud a comunei, care acoperă 340 ha (36 % din spațiul urban construit).
- Diversele echipamente și infrastructuri, însumând 265 ha (20 %), incluzând în special suprafețele ocupate de stația de epurare „Seine-Aval” a SIAAP (sindicat interdepartamental pentru epurarea apelor din aglomerația pariziană), situată în nordul extrem al teritoriului comunei.
- Suprafațele destinate transportului, care acoperă 186 ha (14 %), incluzând, printre altele, instalațiile feroviare ale fostului triaj și ale depoului de locomotive din Achères.
- Zonele de activități, care se întind pe 95 ha (7 %), compuse în mare parte din clădiri de birouri.

Habitatul ocupă aproape întreg spațiul situat între pădure și limita sudică a comunei. Acesta include, pe de o parte, nucleul istoric dens, care s-a extins treptat de la castel până la marginea văii pârâului Buzot. Valea a fost urbanizată mai recent, în special după cel de-al Doilea Război Mondial, prin construcția de blocuri mari de locuințe colective, urmate de cartiere rezidențiale cu case individuale. Zona urbanizată este continuă cu cele din Pecq, Mareil-Marly și Fourqueux.
Se remarcă, de asemenea, câteva cartiere izolate în nordul comunei:
- cartierul Grand-Cormier, situat într-un triunghi feroviar în mijlocul pădurii,
- cartierul Garenne, vizavi de Conflans-Sainte-Honorine,
- cartierul Fromainville (la nord de Maisons-Laffitte), care găzduiește personalul stației de epurare.

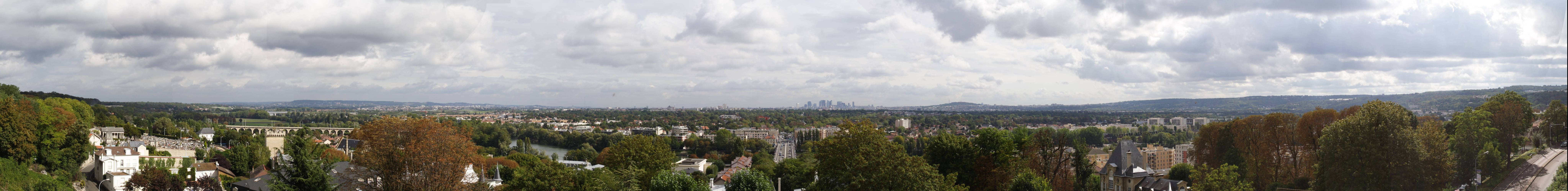
Vedere panoramică de pe terasa castelului, în direcția est:
- În stânga, viaductul liniei RER dintre Saint-Germain-en-Laye și Le Vésinet - Le Pecq, mai departe podul peste Sena al autostrăzii A14 și, în fundal, colina împădurită Cormeilles-en-Parisis.
- În centru, podul Georges-Pompidou din Le Pecq și, la orizont, La Défense.
- În dreapta, la orizont, muntele Valérien și înălțimile din Rueil-Malmaison, La Celle-Saint-Cloud, Louveciennes și Marly-le-Roi, în pădurea Marly.

### Transporturi și căi de comunicație

#### Transportul în comun
Legăturile cu Paris sunt asigurate de linia RER A, a cărei gară din Saint-Germain-en-Laye reprezintă capătul de linie pe partea de vest. Linia traversează Parisul trecând prin Le Vésinet, Universitatea Paris-Nanterre, centrul de afaceri La Défense, Place de l'Étoile, marile magazine, cartierul Halles, Gare de Lyon, Piața Nation, continuând apoi spre Torcy și Marne-la-Vallée - Chessy, unde se află Disneyland Paris. Datorită unei interconexiuni, cealaltă ramură a RER permite accesul la Boissy-Saint-Léger (94).

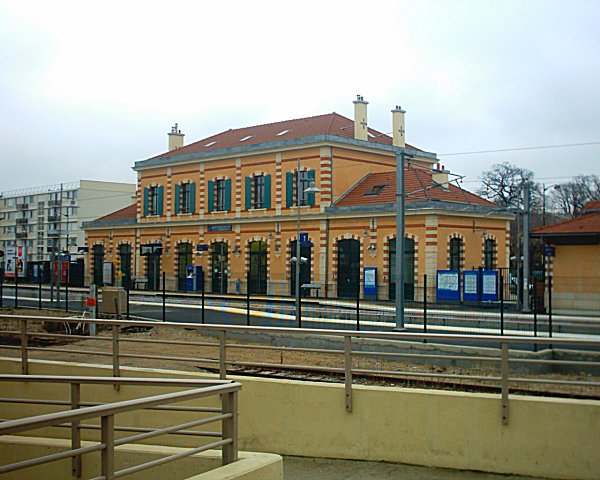
Gara Saint-Germain - Grande-Ceinture.

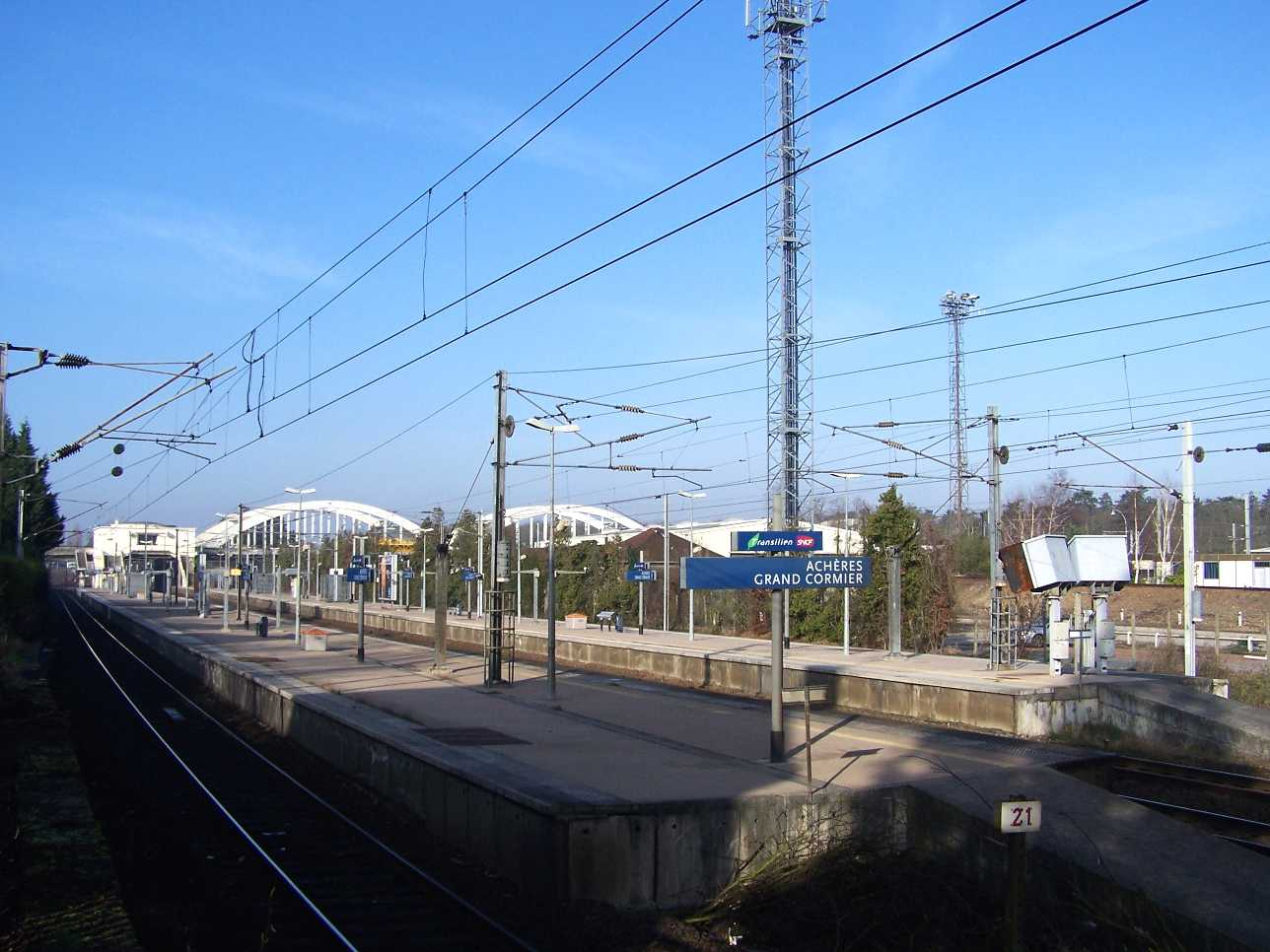
Gara Achères-Grand Cormier.

Comuna este, de asemenea, traversată de la est la vest, chiar prin mijlocul pădurii, de linia Paris - Rouen - Le Havre, care deservește gara pentru călători Achères - Grand Cormier, precum și depoul Achères și liniile fostului triaj Achères. Această linie include două ramificații: una spre nord, în direcția Pontoise și Cergy, și alta spre sud, către gara Poissy-Grande-Ceinture, dezafectată din 1936.
Dintre aceste diverse infrastructuri terestre, mai multe sunt clasificate în funcție de poluarea sonoră cauzată de transportul terestru. Acestea includ:
- Autostrada A14, clasificată în categoria 1 (cea mai ridicată), deși impactul real asupra riveranilor este relativ limitat, deoarece autostrada este subterană pe cea mai mare parte a traseului său prin comună.
- Drumurile naționale N 184 și N 13, clasificate în categoria 2.
- Linia feroviară Paris-Rouen, clasificată în categoria 1[7][8].

Drumul național RN 13 este izolat de locuințe prin pereți antifonici în valea pârâului Buzot.

#### RER
Linia de la Paris la Saint-Germain-en-Laye, inaugurată în 1837, este cea mai veche linie de cale ferată deschisă pentru călători din Franța.
Până în 1838, orașul era deservit de diligențe („pataches”) care preluau călătorii sosiți la gara din Le Pecq (la poalele podului Le Pecq, pe malul drept), terminusul liniei Saint-Lazare-Le Pecq, deoarece trenurile nu puteau depăși diferența de nivel dintre Le Pecq și Terasa Saint-Germain.
În 1838, construcția unei a doua linii, cu un pod feroviar, și crearea unui tren numit „atmosferic” (abandonat în 1858) au permis prelungirea liniei până la Saint-Germain-en-Laye.
Inaugurată în 1972, linia (A) este operată de RATP.

#### Infrastructuri rutiere
Accesul rutier la Saint-Germain-en-Laye și circulația în oraș sunt destul de dificile din cauza aglomerației, în special în timpul săptămânii, la orele de vârf, pe rețeaua de străzi cu traseu îngust și foarte vechi. În centrul orașului au fost amenajate parcări, printre care parcarea subterană a castelului și cea din piața Marché-Neuf (pusă în funcțiune în 2007).
Comuna este deservită de două drumuri naționale:
- RN 13, orientată est-vest, care utilizează o deviație cu patru benzi situată la sud de oraș, conectând Saint-Germain-en-Laye cu Paris, pe de o parte, și cu Mantes-la-Jolie, pe de altă parte.
- RN 184, orientată nord-sud, care leagă Saint-Germain-en-Laye de Conflans-Sainte-Honorine și Cergy-Pontoise, traversând pădurea Saint-Germain-en-Laye.

Aceste două artere se intersectează printr-un nod rutier denivelat la Bel-Air.
Pentru a reduce aglomerația de pe RN 13, un nou nod rutier pe autostrada A14, situat la Chambourcy, a fost pus în funcțiune în aprilie 2009. Acesta a fost însoțit de lărgirea la 2 × 2 benzi a drumului RN 13 între Saint-Germain-en-Laye (Le Bel-Air) și noul nod rutier.
Autostrăzile cele mai apropiate de Saint-Germain-en-Laye sunt:
- A13, accesibilă prin nodul rutier din Orgeval, situat la aproximativ opt kilometri vest de oraș.
- A14, accesibilă prin nodul rutier din Chambourcy, situat la aproximativ un kilometru vest de oraș.

Autostrada A14 traversează integral comuna printr-un tunel subteran, situat sub pădurea din nordul aglomerației. Nodul rutier inițial planificat în pădure a fost anulat printr-o decizie a președintelui François Mitterrand.
Traseul ales pentru completarea inelului Francilienne în vestul Parisului atinge ușor teritoriul comunei în partea sa nordică, dar evită traversarea pădurii.
Mai multe drumuri departamentale conectează Saint-Germain-en-Laye cu comunele învecinate. Acestea sunt:
- RD 308, care leagă Maisons-Laffitte de Poissy, traversând pădurea în direcția est-vest și intersectând RN 184 la intersecția Croix de Noailles.
- RD 157, care leagă Saint-Germain-en-Laye de Le Mesnil-le-Roi și Maisons-Laffitte spre nord-est.
- RD 190, care traversează centrul orașului și conectează Saint-Germain-en-Laye cu Le Pecq spre vest și cu Poissy spre est.
- RD 98, care leagă Saint-Germain-en-Laye de Saint-Nom-la-Bretèche și Les Clayes-sous-Bois spre sud.

Unele dintre aceste drumuri departamentale sunt exclusiv locale pentru Saint-Germain-en-Laye:
- RD 284, care conectează intersecția Loges (RN 184 la nord) cu nodul rutier RN 13 din sudul comunei.
- RD 99, care leagă acest nod rutier RN 13 de intrarea în Mareil-Marly.

### Clima
În 2010, clima comunei era de tip oceanic al câmpiilor din Centru și de Nord, conform unui studiu a CNRS care se baza pe o serie de date care acoperă perioada 1971-2000. În 2020, Météo-France a publicat o tipologie a climei din Franța metropolitană în care comuna este expusă la un climat oceanic și se încadrează în regiunea climatică sud-vestică a bazinului parizian, caracterizată prin precipitații scăzute, în special în primăvară (120 până la 150 mm) și un iarnă rece (3,5 °C).
Pentru perioada 1971-2000, temperatura medie anuală este de 11,5 °C, cu o amplitudine termică anuală de 14,7 °C. Cantitatea medie anuală de precipitații este de 661 mm, cu 10,8 zile de precipitații în ianuarie și 7,8 zile în iulie. Pentru perioada 1991-2020, temperatura medie anuală observată la stația meteorologică cea mai apropiată, situată în comuna Trappes la 19 km distanță în linie dreaptă, este de 11,6 °C, iar cantitatea medie anuală de precipitații este de 686,3 mm. Pentru viitor, parametrii climatici estimati pentru comună, pentru anul 2050, conform diferitelor scenarii de emisii de gaze cu efect de seră, pot fi consultati pe un site dedicat publicat de Météo-France în noiembrie 2022.

## Urbanism

### Tipologie
La 1 ianuarie 2024, Saint-Germain-en-Laye este clasificată drept mare centru urban, conform noii grile comunale de densitate în șapte niveluri, definită de INSEE (Institutul Național de Statistică și Studii Economice) în 2022. Aceasta aparține unității urbane a Parisului, o aglomerație inter-departamentală care cuprinde 407 comune, dintre care face parte ca o comună din suburbii. În plus, comuna face parte din aria metropolitană a Parisului, fiind una dintre comunele de la periferie, această zonă reunind 1.929 de comune.

## Toponimie
Saint-Germain este un hagiotoponim care își are originea în construirea, de către regele francilor Robert al II-lea cel Pios (972-1031), a unui mănăstiri dedicată Sfântului Germain, cel mai probabil Sfântul Germain de Paris, fondatorul abației Saint-Germain-des-Prés, care a trăit în această regiune în secolul al VI-lea.
Localitatea Saint-Germain este atestată sub forma locus beati Germani în 1073, apoi Sanctus Germanus în 1124 și Sanctus Germanus in Leia începând cu 1161.
Originea determinantului suplimentar -en-Laye provine din situarea localității în fosta pădure Lida, care acoperea întreaga regiune. Denumirea completă Saint-Germain-en-Laye poate fi înțeleasă, așadar, ca „Sfântul Germain-din-pădurea-Lida”.
Pădurea Laye, care este o prelungire a pădurii Yveline, începe să fie atestată în secolul al IX-lea sub forma Lida silva în Polyptyque d'Irminon, apoi sub denumirea silva cognominata Ledia („pădurea supranumită Laye”) în secolul al XI-lea, la Helgaud.
În timpul Revoluției Franceze, comuna a purtat temporar numele de Montagne-bon-air.

## Istorie

### De la origini până la sfârșitul Evului Mediu
Puține vestigii preistorice au fost descoperite în zonă, cu excepția câtorva silexuri cioplite găsite pe platoul Hennemont, în pădurea Laye (cunoscută anterior sub numele de Lida), care reprezenta partea de nord a pădurii Yveline. Aceasta, la rândul ei, constituia partea nordică a vechii păduri a Carnuților sau a diocezei de Chartres.
O cale galică urmărea traseul pârâului Buzot, iar în pădure a fost descoperită, în 1999, o monedă galică intitulată „calul solar și lupul devorator de lună”.
O cale romană urca pe platou urmând traseul actual al străzilor Schnapper, Bergette, Galliéni și Président-Roosevelt.
O tradiție îl asociază pe regele Theuderic al III-lea cu martiriul episcopului Léger în pădurea Yveline și cu fondarea de către acesta a uneia sau mai multor capele sub hramul Sfântul Léger în Yveline sau Sfântul Léger în Laye, ridicate în 668 de către Childéric al II-lea și consacrate în 678 în cinstea Sfântului Léger, ca act de ispășire pentru martiriul său.
Primele locuri de așezare francă atestate se găsesc la Saint-Léger și Feuillancourt. În secolul al VII-lea, în valea pârâului Buzott, apare domeniul Feuillancourt (Viliolicors, Filioli curtis), locul de naștere al sfântului Érembert, viitor episcop de Toulouse, care a contribuit la creștinarea regiunii. În 1925, aici a fost descoperit un cimitir merovingian.

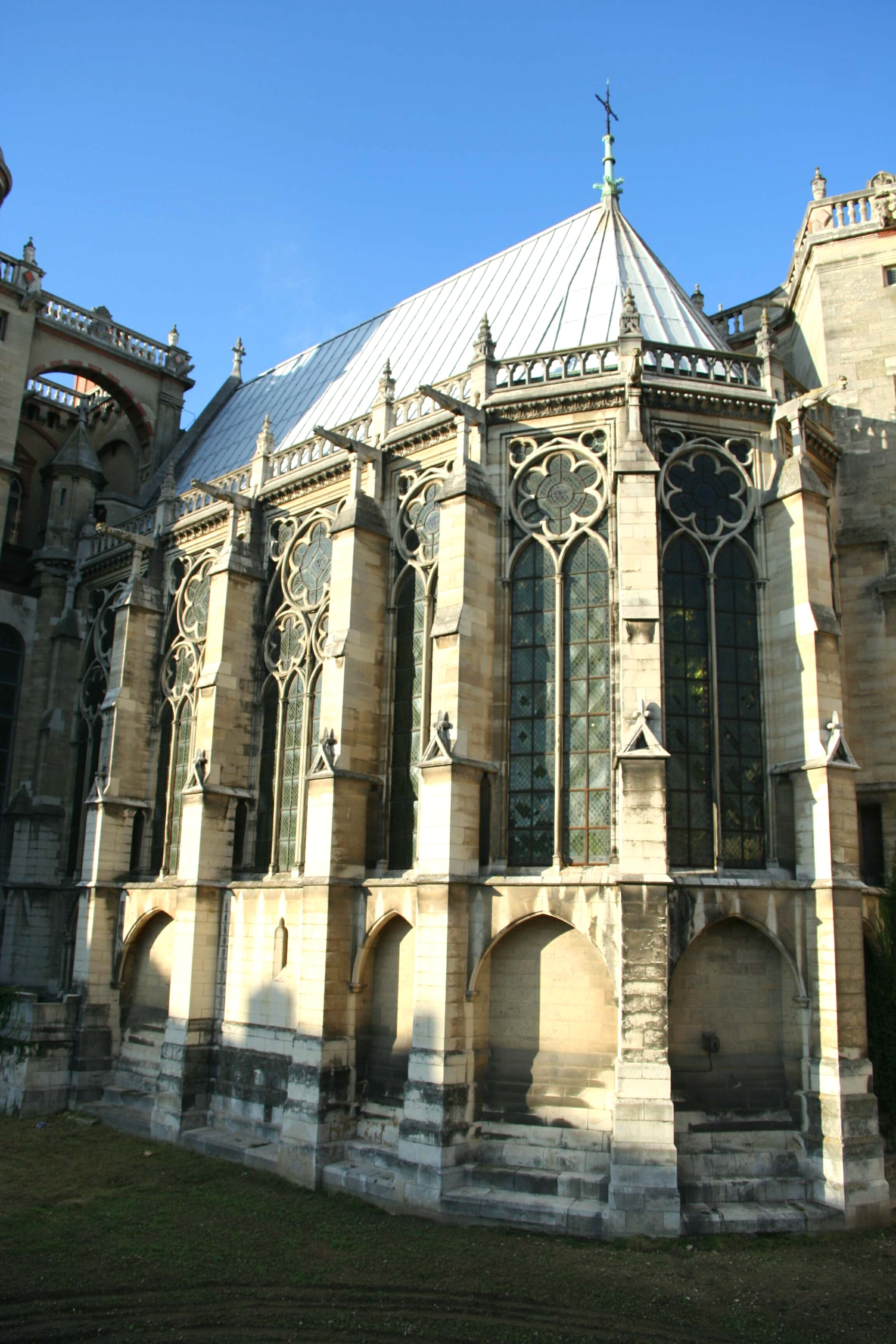
Sfânta Capelă a Sfântului Ludovic.

În anul 845, expediția vikingilor conduși de Ragnar „cel cu pantaloni păroși” a jefuit împrejurimile înainte de a asedia Parisul.
Conform biografului său, Helgaud, și conform unui document emis de fiul său, Henric I, regele Robert al II-lea cel Pios (996–1031) a fondat, între 996 și 1031, o abație (monasterium, abbatiola) dedicată sfântului Vincențiu (patronul viticultorilor) și sfântului Germain de Paris, „in silva cognominata Ledia” („în pădurea numită Laye”). Această fundație a fost confirmată și extinsă de mai multe ori, incluzând zeciuielile din Triel, drepturile asupra vinurilor din Poissy și stăpânirea feudală a Charlevanne, situată între Rueil și Aupecq, cu un drum care urca până la înălțimea unde au fost construite ulterior castelul nou și terasa Saint-Germain.
Între 1031 și 1060, Imbert, episcop de Paris, obține de la la regele Henric I scrisori patente în care sunt menționate întreaga origine și posesiunile acestei „mici abații” (abbatiola), și care îi încredințează guvernarea spirituală și temporală Capitlului bisericii Notre-Dame. Totuși, acesta nu este interesat și o cedează, înainte de 1060, abației benedictine din Coulombs (lângă Nogent-le-Roi), care o transformă într-un priorat și trimite, puțin înainte de 1090, un prim prior numit Ulric.
Priorul Robert obține de la regele Ludovic cel Gros (1081–1137) o cartă datată 1124, în care acesta acordă prioratului terenurile satului din jurul bisericii și confirmă toate donațiile și privilegiile anterioare, inclusiv stăpânirea temporală cu drepturi de justiție penală superioară. Priorul a ridicat spânzurători în locul unde drumul spre Paris se bifurcă spre Mantes și Poissy, aproape de Saint-Léger, unde acestea au rămas până în secolul al XVII-lea, când au fost mutate puțin mai departe.
În jurul anului 1124, regele Ludovic al VI-lea cel Gros construiește un palat (palatium) pe locul actualei curți a castelului, vizavi de prioratul Saint-Germain. Satul începe să se dezvolte în secolul al XII-lea, lângă priorat.
Sunt cunoscute numele primilor sindici sau procurori ai locuitorilor, care au fost numiți de Roger, starețul abației Coulombs, între 1119 și 1174: Aubry și, ulterior, fiul său Rahier (Racherius). Procurorul fiscal era un sergent de justiție, un colector al veniturilor domeniale, care trebuia să depună omagiul vasalic față de stareț.
Regele Filip August (1179–1223) a petrecut numeroase perioade la Saint-Germain. În 1180, el numește primul paznic al castelului, iar în 1209 sprijină inițiativa lui Regnault L'Archer, paharnic și scutier, de a fonda un „Maison Dieu”, adică un spital, care va fi finalizat în jurul anului 1225. Puțin înainte de moartea sa, în 1223, regele începe construcția unei capele castrale dedicate Notre-Dame.
Blanche a Castiliei, care a guvernat ca regentă între 1226 și 1236, a deschis drumul care traversează în linie dreaptă pădurea între Saint-Germain și Poissy, unde l-a născut pe fiul său, viitorul Sfânt Ludovic. La sosirea în Saint-Germain, drumul se bifurcă și devine strada principală a orașului, numită pe o parte rue de Poissy, iar pe cealaltă rue du Pecq, după ce anterior a purtat numele rue du Vieux-Marché.
Ludovic al IX-lea, cunoscut ca Sfântul Ludovic (1226–1270), a extins castelul și a reconstruit Sfânta Capelă, care a fost consacrată în 1238. Această construcție, primul edificiu realizat în stil gotic radiant, este atribuită arhitectului bazilicii Saint-Denis sau lui Pierre de Montreuil, maestrul constructor al Sfintei Capele din Paris.
În 1286, sub domnia lui Filip al IV-lea cel Frumos (1285-1314), satul devine o prevoștie, primul grad al justiției regale. Printr-o carte datată din noiembrie 1305, Robert de Meudon primește de la rege un mas (manse, casă) la Saint-Germain-en-Laye; în acest document este menționat drept pannetier al regelui Filip, titlu care îi fusese deja acordat împreună cu cel de cavaler într-o altă carte din 1294. Într-un alt document din anul 1307, pe lângă calitatea de mare pannetier al regelui, Robert de Meudon este numit și concierge (conservator) al castelului din Saint-Germain și al pădurii din Laye. Se știe, datorită mormintelor din prioratul Hennemont, că succesorii săi ca concierge au fost fiul său Henri de Meudon († 1344), căsătorit cu Pernelle de Maussigny, nepotul său Jean de Meudon († 1381), căsătorit cu Mahaut Flotte de Revel, și strănepotul său Jean II de Meudon, numit Bureau († 1395), al cărui fiu, Charles Bureau, a devenit mare maestru al apelor și pădurilor Franței.
În 1308, doamna Pernelle de Géry, care fusese domnișoară de onoare a reginei Isabela de Aragon, soția lui Filip cel Îndrăzneț, apoi a reginei Ioana de Navarra, soția lui Filip al IV-lea cel Frumos, dăruiește casa din Hennemont, pe care o primise împreună cu niște terenuri de la Filip al III-lea, pentru a înființa un priorat încredințat Ordinului Val-des-Écoliers, cea mai veche instituție școlară publică cunoscută din Saint-Germain. În 1304, ea construiește pe terenul din Hennemont, pe care îl păstrase, o biserică dedicată Fecioarei Maria și Sfântului Ludovic. Capela castelului din Hennemont, dedicată Sfântului Thibault de Marly, stareț al abației Vaux de Cernay și membru al familiei Montmorency, a fost integrată în noua biserică și ulterior a fost pusă sub hramul Notre-Dame-des-Victoires (Doamna Noastră a Victoriilor), în amintirea bătăliei câștigate în 1304 de Filip cel Frumos împotriva flamanzilor la Mons-en-Pévèle. Ea avea trei frați benedictini: Robert, stareț al abației Saint-Benoît-sur-Loire, Simon, prior al Sainte-Céline din Meaux, și Jean, care a devenit călugăr al noului priorat.
La 15 august 1346, în timpul raidului lui Eduard al III-lea, în cadrul Războiului de 100 de Ani, „Prințul Negru”, fiul regelui Angliei Eduard al III-lea, care ocupa atunci Poissy, cucerește orașul, îl jefuiește, îl incendiază și dă foc castelului din Saint-Germain-en-Laye, care este distrus, cu excepția Sfintei Capele. Douăzeci de ani mai târziu, sub domnia lui Carol al V-lea, acesta va fi reconstruit și transformat într-o fortăreață de arhitectul Raymond du Temple. Este o perioadă de tranziție: până la mijlocul secolului al XIV-lea, reședința regală din Saint-Germain era numită domus (în latină) sau hostel (în franceză); odată cu lucrările lui Carol al V-lea, ea capătă denumirea de chastel.
În anul 1390, pădurea, castelul și satul au fost devastate de o furtună. „Cerul, care era senin, s-a întunecat într-un timp scurt, pe o distanță de o leghe în jurul castelului, și a urmat o mulțime de fulgere și tunete. Vântul a spart toate ferestrele și a sfărâmat vitraliile capelei reginei, pe care le-a dus până la piciorul altarului. S-a fost nevoit să se oprească cântarea pentru a termina mai repede slujba, de teamă ca vântul să nu ducă Sfânta Ostie. Toată lumea s-a aruncat la pământ. Chiar și Consiliul a fost întrerupt. Cei mai mari copaci din pădure au fost smulși, iar curții i s-a raportat că fulgerul a lovit între Saint-Germain și Poissy, peste patru ofițeri ai regelui, ale căror oase și interiorul trupului au fost arse, astfel încât nu le-a mai rămas decât pielea, care era neagră ca cărbunele.”
În 1415, ținutul este din nou jefuit, la fel și castelul, care va fi în cele din urmă ocupat de englezi între 1417 și 1440.
Ludovic al XI-lea, care nu era prea atras de viața la țară și care instalase curtea la castelul din Plessis-lèz-Tours, a dăruit în 1482 lui Jacques Coitier, medicul său personal, „locul, castelul, prevoștia și senioria Saint-Germain-en-Laye”. La moartea regelui, parlamentul a anulat donația făcută de acesta și a restituit coroanei proprietatea înstrăinată.

### De la Renaștere până în secolul al XVIII-lea

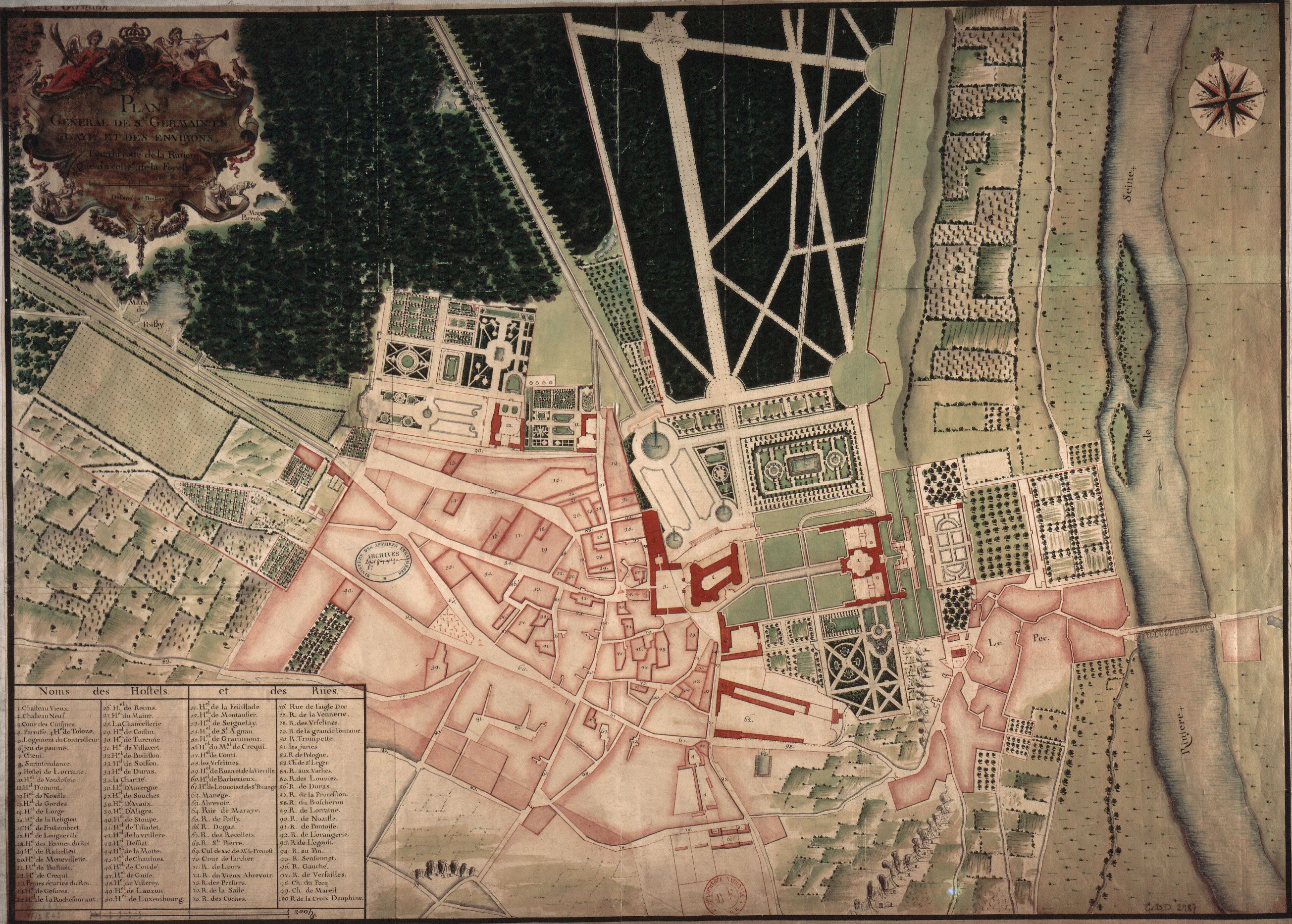
Plan general al Saint-Germain-en-Laye din secolul al XVII-lea, realizat de Georges Boissaye du Bocage (Gallica).

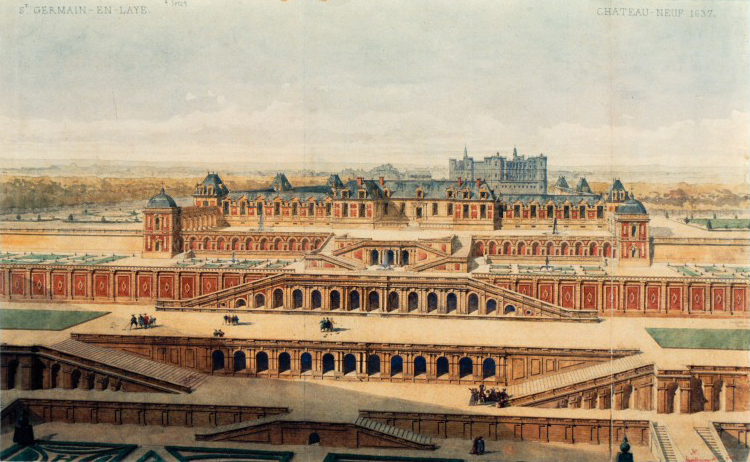
Château Neuf în 1637, de Auguste Alexandre Guillaumot (Gallica).

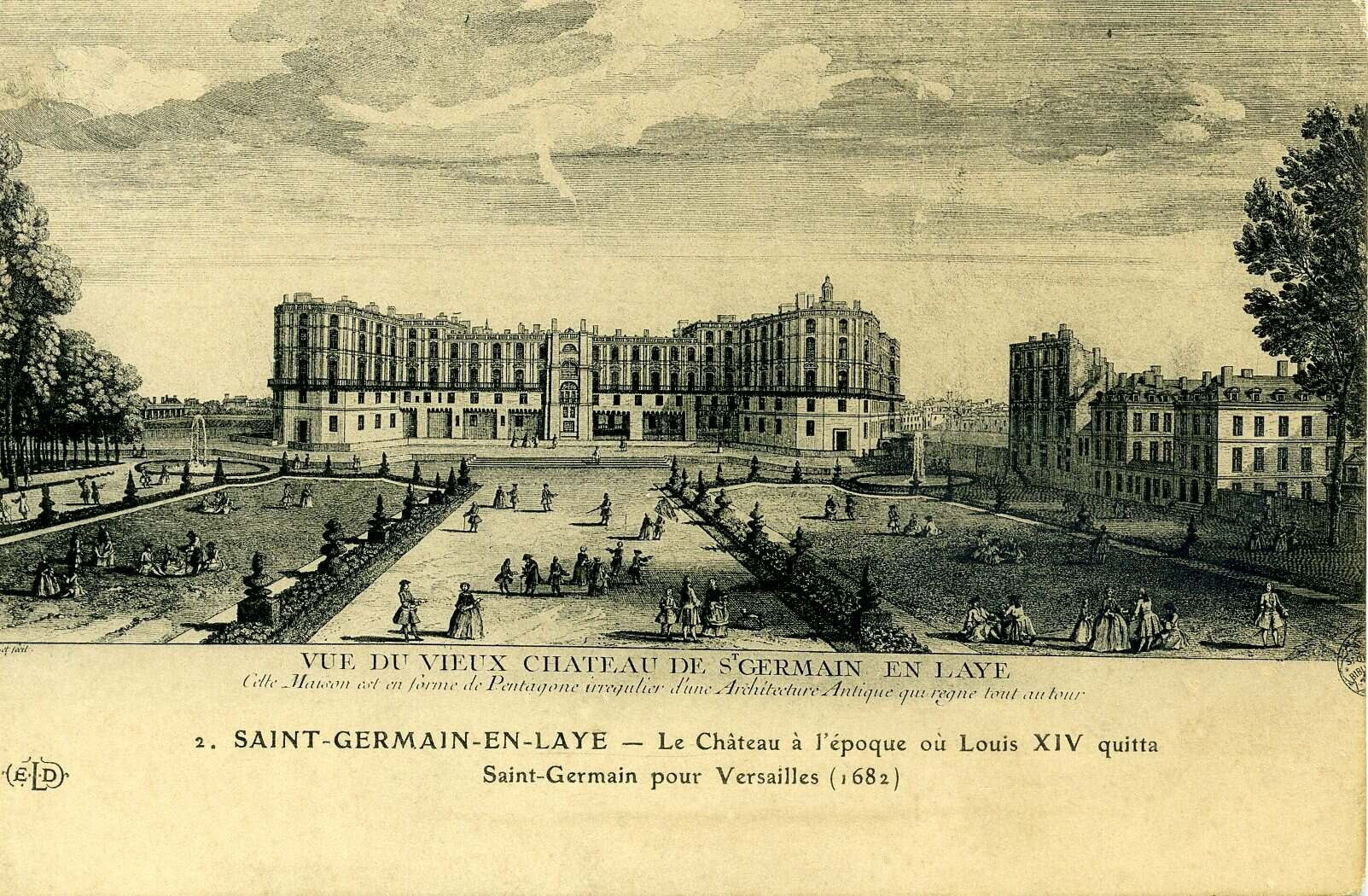
Castelul Vechi în jurul anului 1682.

Sub domnia lui Francisc I, care se căsătorește cu Claude de France în capelă la 18 mai 1514, au avut loc, conform memoriilor lui Flaurange, „cele mai frumoase nunți pe care le-am văzut vreodată, căci erau zece mii de oameni îmbrăcați la fel de bogat ca Regele”. Castelul din Saint-Germain-en-Laye devine astfel reședința favorită a regelui. Pe 24 ianuarie 1527 are loc căsătoria dintre Margareta de Angoulême și Henric de Navarra, iar pe 16 noiembrie se naște fiica lor, Ioana de Albret.
În 1539, Francisc I îi încredințează arhitectului Pierre Chambiges transformarea castelului și reconstrucția acestuia în stil renascentist, așa cum este cunoscut astăzi după restaurarea sa din secolul al XIX-lea. Pierre Chambiges construiește, de asemenea, castelul La Muette în pădure. Satul, încă foarte rural, profitând de dezvoltarea comerțului legat de curte, se extinde și ajunge la aproximativ 2.500 de locuitori la sfârșitul domniei sale.
Henric al II-lea, născut la Saint-Germain-en-Laye pe 31 martie, devine rege în 1547. Tot în acest an are loc episodul duelului cu „lovitura de la Jarnac”, care se desfășoară pe esplanada castelului, pe 10 iulie 1547. Noul rege începe construcția „Casei teatrului băilor”, cunoscută ulterior sub numele de „castelul nou”, pe care o încredințează arhitectului Philibert Delorme la 11 februarie 1550. Lucrările încep în 1559, dar construcția va fi finalizată abia în timpul domniei lui Henric al IV-lea, în jurul anului 1600.
Henric al II-lea instalează o fabrică de sticlă într-o casă situată la colțul actualelor străzi Henri IV și Saint-Louis, pe o parte a cazărmii Grammont, pe care o oferă italianului Thesco Mutio, cu privilegiul de a produce pentru întregul regat sticlă de Veneția, adică oglinzi. În 1558, îl naturalizează, îl înnobilează împreună cu copiii săi și îl integrează în comunitatea nobililor fabricanți de sticlă. Monopolul fabricării de oglinzi va fi acordat în 1665 de Colbert companiei Saint-Gobain, însă fabrica de sticlă din Saint-Germain este încă activă în 1672 și 1776, dându-i numele străzii Verrerie, devenită ulterior strada Saint-Louis.
Născut la Saint-Germain, Carol al IX-lea emite Edictul de la Saint-Germain, care acordă protestanților, la 17 ianuarie 1562, libertatea de conștiință și o anumită libertate de cult.
La 8 august 1570, tratatul de pace de la Saint-Germain-en-Laye pune capăt celui de-al treilea război religios.
Carol al IX-lea s-a născut pe 27 iunie 1550 la Saint-Germain-en-Laye. În 1574, considerând că nu mai este în siguranță la Paris, se retrage acolo împreună cu curtea sa, dar fără mama sa, Caterina de Medici, care refuză să mai locuiască acolo. Un prezicător îi spusese în 1571 că va muri lângă Saint-Germain. Carol pleacă apoi să se stabilească la Vincennes, unde moare pe 30 mai din cauza unei pleurezii.
În noiembrie 1583, Henric al III-lea convoacă la Saint-Germain-en-Laye o adunare a notabililor, însărcinată cu verificarea titlurilor de exonerare și reprimarea abuzurilor în toate regiunile supuse impozitului taille.
În martie 1587, în timpul unei vizite la Saint-Germain, Henric al III-lea a fost aproape răpit de facțiunea Ligii Catolice și de regele Spaniei. Această conspirație a fost descoperită și a eșuat.
În 1599, Henric al IV-lea i-a scutit pe locuitorii din Saint-Germain-en-Laye de toate obligațiile fiscale, un privilegiu care a durat până în 1789.
Regele Ludovic al XIII-lea își petrece copilăria la Castelul Vechi din Saint-Germain. Mai târziu, în timpul unei partide de vânătoare, pe 23 septembrie 1617, descoperă situl Versailles, unde își construiește rapid un pavilion de vânătoare.
La 21 martie 1624, cardinalul Richelieu, prim-ministru, închiriază de la Jehan Bachellier o casă pe strada Verrerie (actuala stradă Saint-Louis), unde va locui și în 1630 și 1642. Ulterior, devine proprietarul Hôtel de Richelieu, care apare în 1702 pe planul gravat de Harmanus Van Loon și în 1704 pe cel realizat de Nicolas de Fer, situat între străzile de Lorraine și Aux Vaches (actuala strada Republicii).
La 10 februarie 1638, Ludovic al XIII-lea semnează la Saint-Germain-en-Laye scrisorile patente prin care plasează regatul Franței sub protecția „Preasfintei și Glorioasei Fecioare Maria” (Jurământul lui Ludovic al XIII-lea).
Duminică, 5 septembrie 1638, are loc nașterea mult așteptată a lui Ludovic Dieudonné, viitorul Ludovic al XIV-lea. Ludovic al XIII-lea se stinge la Castelul Vechi din Saint-Germain-en-Laye pe 14 mai 1643.
În timpul Frondei, în noaptea de 5 spre 6 ianuarie 1649, regina-mamă, Ana de Austria, regentă, și tânărul Ludovic al XIV-lea, care avea doar unsprezece ani, se refugiază în grabă la Castelul Vechi din Saint-Germain. Era foarte frig, ferestrele erau deteriorate, iar castelul, într-o stare avansată de degradare. Regina întâmpină mari dificultăți în a obține câteva reparații și lemn pentru încălzire, deoarece vistieria era goală.
Ducele de La Vieuville a fost numit superintendent al finanțelor în 1623, „dar a abuzat de poziția sa pentru a se îmbogăți și și-a atras antipatia tuturor prin greșelile sale”, fiind revocat de rege și ulterior închis de Richelieu în 1624. Tallemant des Réaux povestește că, atunci când La Vieuville a plecat din Saint-Germain, i s-a organizat un „charivari” îngrozitor de către toți bucătarii, pentru a-i cânta, spunea-se, un „branle de plecare”. Revenit ca superintendent al finanțelor, moare în 1653, iar succesorul său, Fouquet, își constituie o avere imensă, care i-a permis să construiască somptuosul castel de la Vaux.

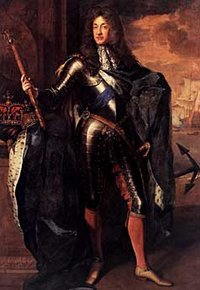
Regele Iacob al II-lea al Angliei.

Între 1661 și 1682, regele Ludovic al XIV-lea își petrece o parte importantă din timp la Saint-Germain-en-Laye. Îi încredințează lui André Le Nôtre amenajarea grădinilor în stil francez și construirea Marii Terase între 1663 și 1680. De asemenea, își remodelează apartamentele din Castelul Vechi cu ajutorul lui Le Brun și Le Vau. În 1680 încep lucrările de extindere a castelului, conduse de Jules Hardouin-Mansart, prin construirea a cinci pavilioane de colț, care, potrivit unor istorici, îi conferă un „aspect bizar și neplăcut”.
În această perioadă, târgul se dezvoltă, iar populația sa ajunge la 12.000 de locuitori în 1680. Madame de Montespan construiește aici „Spitalul General Regal” și mănăstirea Ursulinelor. Nobilii își ridică numeroase hoteluri particulare, dintre care multe există și astăzi. Regele construiește, de asemenea, tabăra militară Saint-Sébastien în câmpia aluvionară din Achères.
Biserica, arsă în 1346, reconstruită ulterior, reparată de Carol al IX-lea în 1562 și extinsă în 1677, s-a prăbușit în 1681. Ludovic al XIV-lea a ordonat construirea uneia noi, care a fost finalizată în 1683.
La 20 aprilie 1682, chiar înainte ca lucrările de extindere a castelului din Saint-Germain să fie finalizate, Curtea se mută definitiv la Versailles. Saint-Germain-en-Laye intră atunci într-o perioadă prelungită de declin, în ciuda șederii regelui Marii Britanii, Iacob al II-lea, vărul primar al lui Ludovic al XIV-lea, care trăiește în exil la castel între 1689 și moartea sa, în 1701. Văduva sa, Maria de Modena, continuă să locuiască acolo, în timp ce fiul său, Iacob-Edward, se mută în Lorena după moartea Regelui Soare, în 1715. De acolo, își va lansa prima tentativă de restaurare a tronului Stuart, înainte de a se refugia la Avignon împreună cu susținătorii săi, Iacobiții.
În 1698, o furtună puternică lovește Saint-Germain și regiunea sa.

### Secolul al XVIII-lea

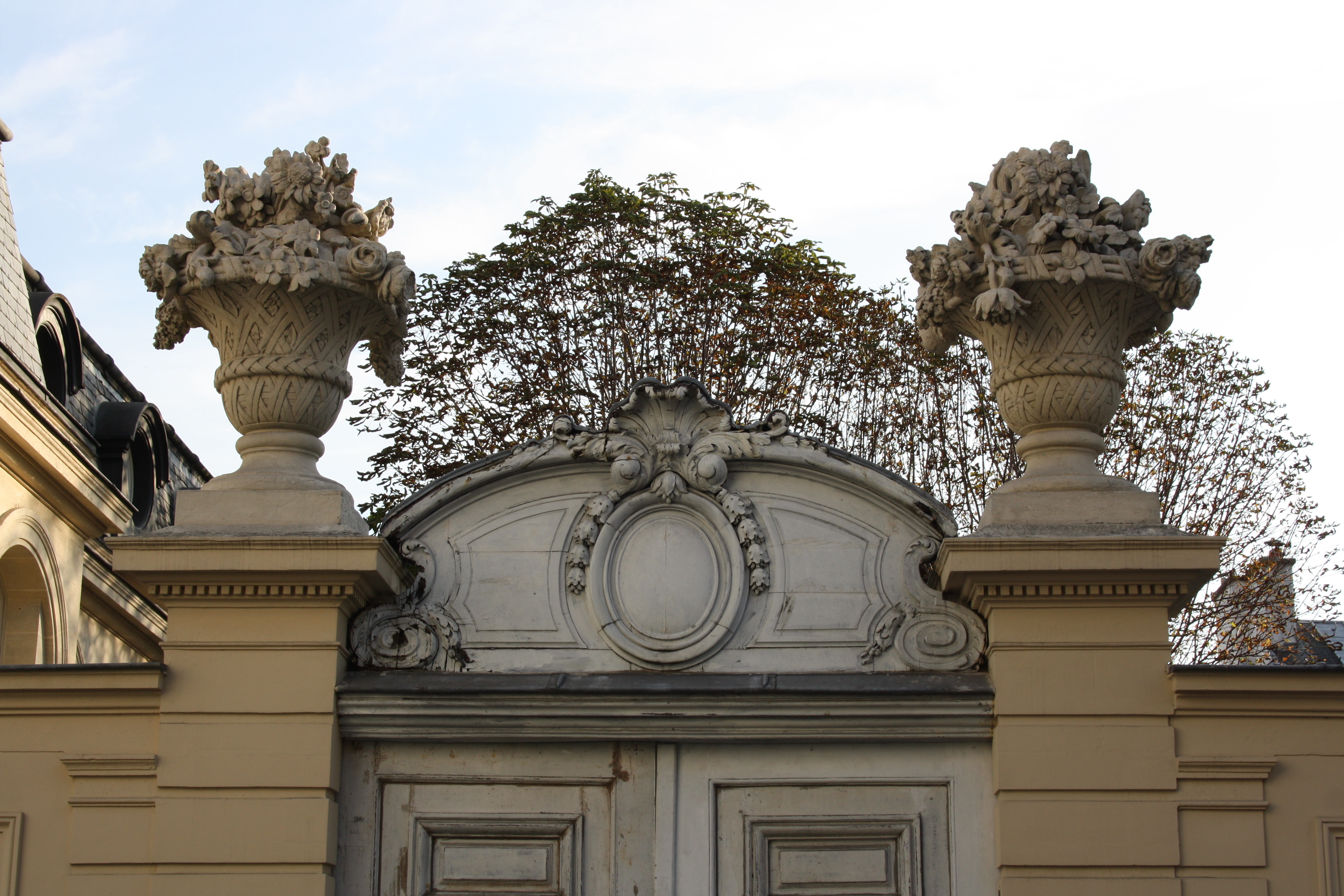
Intrarea Hôtel de Noailles.

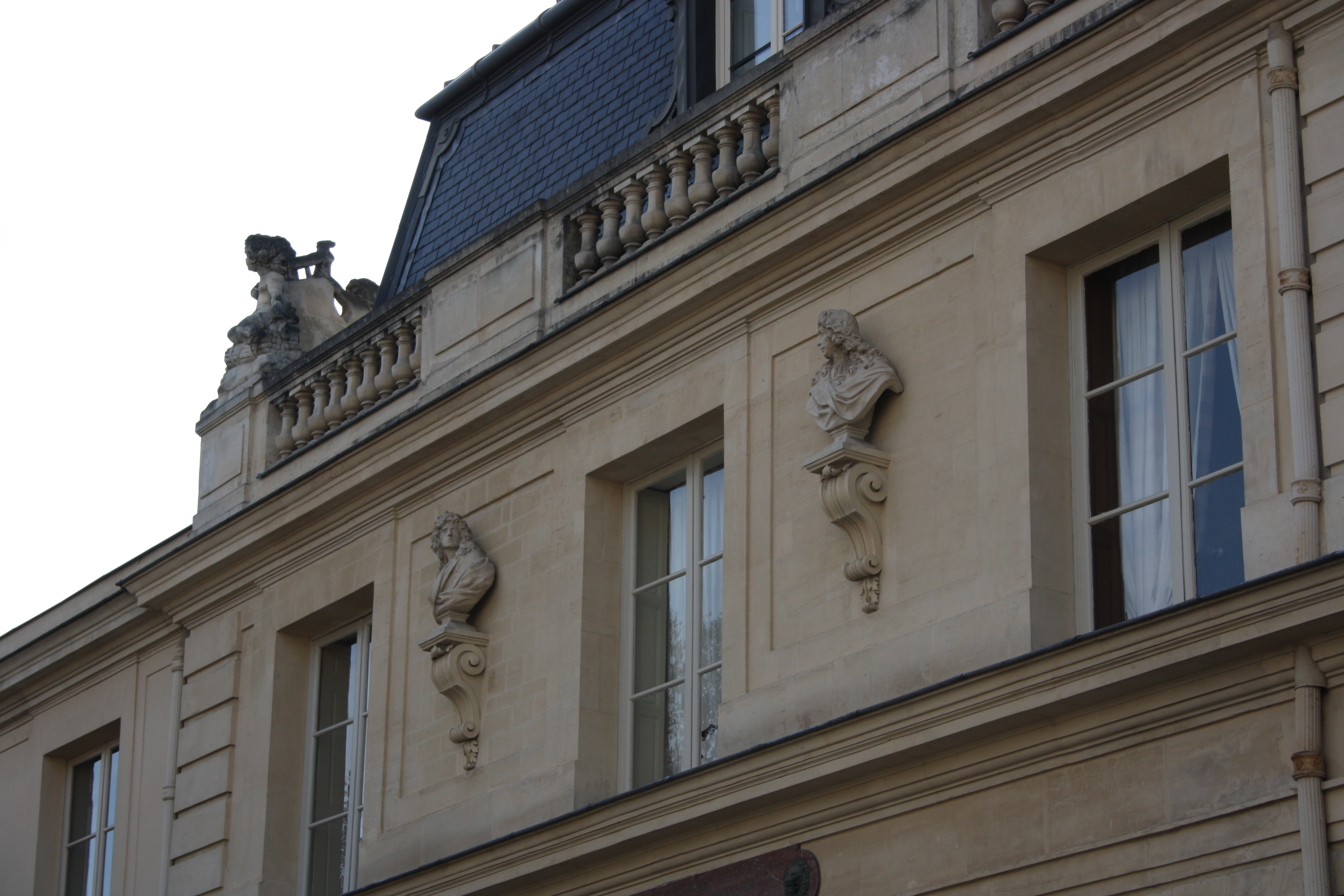
Fațada Hôtel de Noailles.

În secolul al XVIII-lea, ducii de Noailles au fost subguvernatori ai Saint-Germain-en-Laye. Între 1701 și 1793, succesiv, Anne-Jules, apoi Adrien-Maurice, fiul său, și Louis, ducele de Ayen, nepotul său, au fost guvernatori ai Saint-Germain. Reședința lor, Hôtel de Noailles, operă a lui Jules Hardouin-Mansart, cu un parc de 42 de hectare, era somptuoasă.
În 1713, o nouă furtună puternică lovește Saint-Germain și regiunea sa.
În 1739, o altă furtună devastează Saint-Germain și regiunea sa.
În 1770, regele înființează un Birou al recommandaresselor pentru a se ocupa de plasarea copiilor la doici. Recommandaressa este numită de guvernator la propunerea prevoitului, după o anchetă și examinarea judecătorului. Ea are obligația de a ține patru registre.
În 1777, regele Ludovic al XVI-lea donează Castelul Nou, aflat într-o stare deteriorată, fratelui său Charles, conte de Artois, viitorul Carol al X-lea. Acesta îl demolează cu intenția de a-l reconstrui complet.
În martie 1787, un edict al regelui Ludovic al XVI-lea, care înființează municipalitățile conduse de un sindicat, împarte alegerile din Paris în două departamente cu reședințele la Corbeil și Saint-Germain-en-Laye. Saint-Germain-en-Laye devine, de asemenea, sediul unui arondisment.

### Revoluția Franceză
În timpul Revoluției, comuna traversează un declin demografic semnificativ, pierzând o treime din populație, atât din cauza unui bilan natural negativ, cât și a plecării multor locuitori. La recensământul din anul 1800, orașul număra doar 8.954 de locuitori.
În ianuarie 1790, au fost create cele 83 de departamente. Versailles, care avea avantajul de a dispune de clădiri spațioase neocupate, a fost aleasă drept reședință a noului departament Seine-et-Oise, ce includea actualele departamente Seine-Saint-Denis (93), Hauts-de-Seine (92), Val-d'Oise (95) și Yvelines (78). Saint-Germain devine reședința unui „district” format din șapte cantoane și 265 de comune și sediul unui tribunal de primă instanță (legea din 26 februarie 1791). Districtele au fost desființate în 1795, iar odată cu crearea arondismentelor (legea din 28 pluviôse, anul VIII), Saint-Germain a fost retrogradată la rangul de reședință de canton, statut pe care l-a păstrat până în 1962.
În februarie 1790, alegerile municipale devin duble cenzitare: femeile nu mai pot vota, iar bărbații cu vârsta sub douăzeci și cinci de ani care nu plătesc o contribuție de cel puțin echivalentul a trei zile de salariu sunt, de asemenea, excluși. Pentru a fi eligibil, era necesar să plătești un impozit de cel puțin cincizeci de livre sau să deții o marcă de argint.
Primul primar, Georges Laurent Caillet, fost ofițer al reginei, este ales cu 599 de voturi dintr-un total de 891 de votanți.
În 1793, primarul ales este destituit și înlocuit fără alegeri de Charles Hurand. Data de 24 octombrie devine prima zi a celei de-a doua luni a Republicii, cuvântul burghez este înlocuit cu cel de cetățean, iar purtarea unei bonete roșii (boneta frigiană) devine obligatorie pentru a participa la ședințele Consiliului. În data de 24 frimaire, consilierii sunt obligați să se adreseze unul altuia cu tu.
La 11 brumaire, anul II (1 noiembrie 1793), un decret al Convenției redenumește orașul, care primește numele de Montagne-du-Bon-Air. La 18 nivôse, anul II (7 ianuarie 1794), comuna Saint-Léger-en-Laye, care se întindea în valea pârâului Buzot, la sud de oraș, este absorbită de comuna Saint-Germain-en-Laye.
Mănăstirea Récollets, apoi primul etaj al castelului, sunt transformate în închisoare, unde sunt închiși aproximativ șaizeci de acuzați în temeiul Legii Suspecților, printre care și Rouget de Lisle. Învățătorii și învățătoarele primesc un Catehism republican cu zece porunci și, împreună cu elevii lor, trebuie să depună un jurământ: „pentru conservarea Luminilor, pentru Progresul moralei și al Filosofiei (...) să fie gata să lupte împotriva dușmanilor Constituției Anului II al Republicii”.
Numele sunt schimbate: strada Saint-Christophe devine strada Libertății, strada Ursulinelor devine strada Egalității, Place Royale devine Place de la Révolution. Denumirile zilelor săptămânii sunt înlocuite, iar Hala este deschisă în Primidi și Sextidi, în loc de luni și joi. Introducerea săptămânii de zece zile și eliminarea sărbătorilor religioase îi privează pe muncitori de 30 de zile de odihnă plătită pe an.
Bisericile sunt închise pe 5 frimaire (26 noiembrie 1793), iar tot aurul și argintul ornamentelor lor sunt trimise la Paris. Pe 19 brumaire, statuile sfinților și ale Fecioarei Maria trebuie să fie îndepărtate de pe fațadele clădirilor. Ofițerii stării civile reușesc să convingă 14% dintre părinți să dea dovadă de spirit civic, dând copiilor lor nume de flori, virtuți sau eroi (Marat, Voltaire, Jean-Jacques, Platon).
Foametea se agravează, totul lipsește: grâul, carnea, vinul, lumânările, lemnul de foc, săpunul. Vânzarea bunurilor naționale se accelerează, iar totul este vândut pe nimic de funcționari corupți către burghezi speculanți și acaparatori. Cei care dețin bisericile Saint-Léger și Récollets le demolează pentru a revinde materialele. Charles Guy, fost administrator al castelului, cumpără terenul Boulingrin, pe care îl revinde pe loturi. Pierre-Antoine Bézuchet, negustor de mărunțișuri din Paris, cumpără întreaga moșie de Noailles, o parte din Château Neuf, Hôtel d'Harcourt și azilul pentru bătrâni, ai cărui rezidenți sunt forțați să evacueze. Bézuchet moare în 1823, lăsând o avere de 1.800.000 de franci.
1795: Madame Campan deschide Institutul Național din Saint-Germain, o instituție de educație dedicată tinerelor fete.
La 17 iulie 1793, o furtună devastează Saint-Germain și regiunea sa.

### Secolul al XIX-lea

#### Cele patru cartiere

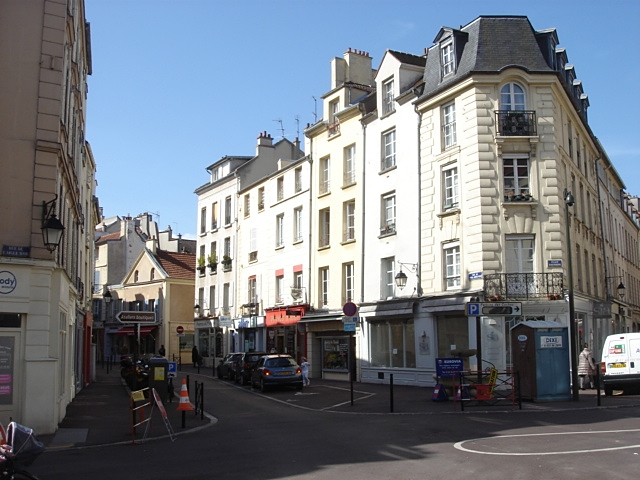
Rue du Vieil-Abrevoir. Quartier II.

Saint-Germain era un oraș închis, accesul în el fiind permis prin șapte bariere de octroi. Orașul rămâne împărțit în patru cartiere, separate de axele formate, pe de o parte, de străzile de Paris și de Poissy, iar pe de altă parte, de străzile de Mareil, au Pain și de Pontoise.
- Cartierul I

Rue de Paris (latura impară) x rue de Mareil (latura impară), place Mareil, rue Voltaire, rue des Ursulines, Cour Larcher, rue Saint-Pierre etc.
- Cartierul II

Rue de Paris (latura pară) x rue au Pain (latura pară) - rue de Pontoise (latura pară); rue des Coches, rue de la Salle, rue de Pontoise, rue de la Surintendance, place du château, rue du Vieil Abreuvoir, cazarma Gramont, place Royale etc.
- Cartierul III

Rue au Pain (latura impară) - rue de Pontoise (latura impară) x rue de Poissy (latura pară) - rue de Pontoise (latura impară); rue des Écuyers, rue des Louviers, passage des Louviers, place du Marché, rue de Noailles etc.
- Cartierul IV

Rue de Mareil (latura pară) x rue de Poissy (latura impară) - rue de Pontoise (latura impară); rue Dans, rue Grande-Fontaine, cour des Syrènes, du Lion d'Argent, des Trois Rois.
În plus, există mai multe cartiere periferice: Saint-Léger, les Feuillantines.

#### Școala specială militară

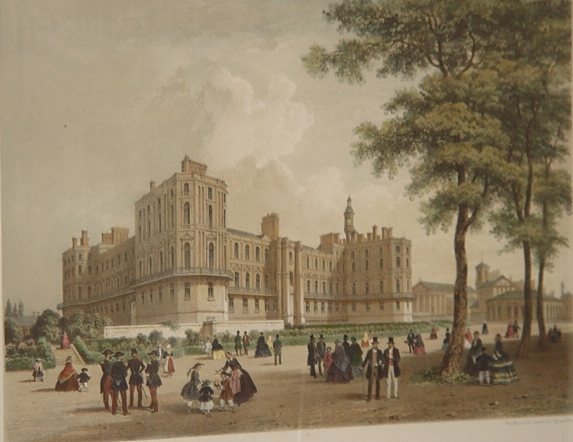
Castelul Vechi la vremea Școlii speciale militare.

Sub Imperiu, Castelul Vechi este reparat pentru a găzdui o școală de cavalerie. Aici este deschisă „Școala specială militară de cavalerie” pe 15 octombrie 1809, care va fuziona în 1914 cu Școala Specială Militară de la Saint-Cyr.
În 1811, este înființată Maison d'éducation de la Légion d'honneur (Casa de Educație a Legiunii de Onoare), dorită de Napoleon.
Orașul este ocupat în 1814 și 1815 de trupele aliate (ruse, prusace și britanice) care l-au învins pe Napoleon. Saint-Germain este supus la rechiziții, contribuții de război și trebuie să găzduiască aproape zece mii de soldați.

#### Calea ferată

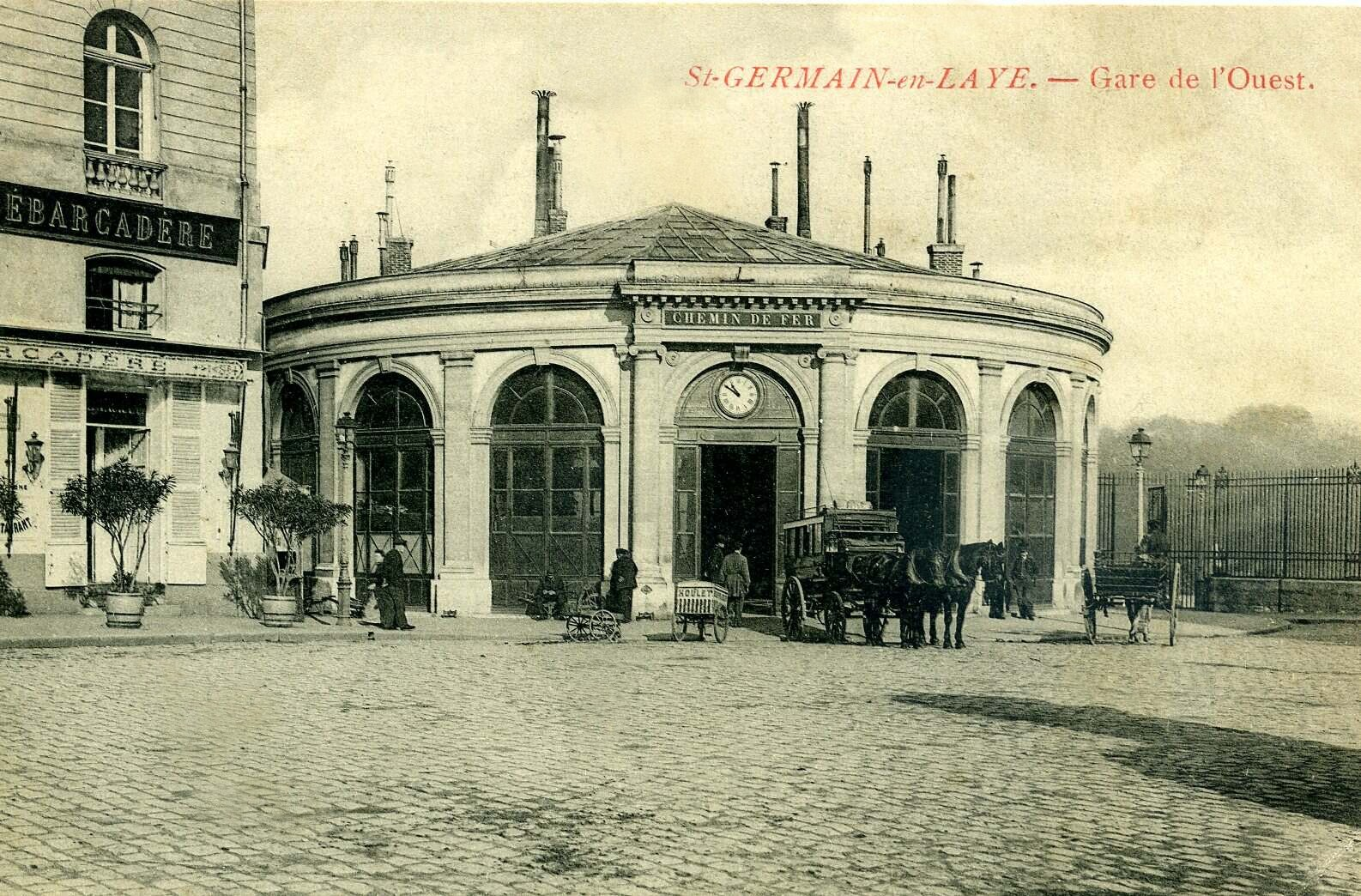
Gara în jurul anului 1900.

Pe 24 august 1837, are loc inaugurarea liniei de cale ferată Paris - Saint-Germain, prima linie deschisă serviciului de transport al călătorilor din Franța. Aceasta este, de fapt, limitată la stația de debarcare din Le Pecq, situată lângă podul peste Sena. Extinderea liniei până la Saint-Germain-en-Laye este realizată abia în aprilie 1847.
Pentru a depăși diferența de nivel între Le Pecq și Saint-Germain, care impune o pantă de 35 mm/m, se utilizează tehnologia căii ferate atmosferice. Vidul este creat într-un tub în care se deplasează un piston conectat la vagonul director, ceea ce permite, literalmente, „aspirarea” trenului până în vârful pantei. Coborârea se face prin gravitație.
Amplasarea gării pe place du château modifică în mod semnificativ grădina creată de Le Nôtre.

#### Închisoare militară
Între 1836 și 1855, castelul a fost transformat în penitenciar militar.

#### Muzeul Antichităților galice și romane
La 8 martie 1862, un decret imperial a consfințit crearea, în interiorul castelului, a unui „muzeu al antichităților celtice și galo-romane” (redenumit ulterior „Muzeul Antichităților Naționale”, iar recent „Muzeul de Arheologie Națională”). În acest scop, castelul a fost clasat ca monument istoric la 8 aprilie 1863, iar primele lucrări de renovare au fost inițiate de arhitectul Eugène Millet, elev al lui Viollet-le-Duc. Primele săli ale muzeului au fost inaugurate de Napoleon al III-lea la 18 mai 1867. Restaurarea realizată de Millet, pe lângă o restructurare profundă a spațiilor interioare, a readus castelul la starea sa din perioada Renașterii, distrugând pavilioanele adăugate de Mansart la sfârșitul secolului al XVII-lea. Lucrările nu au fost finalizate decât la începutul secolului al XX-lea.

#### Războiul din 1870
În timpul războiului franco-prusac din 1870, orașul Saint-Germain-en-Laye a fost ocupat de o parte a brigăzii de ulani ai gărzii prusace timp de 175 de zile, între 20 septembrie 1870 și 12 martie 1871. Orașul și populația au fost din nou supuse unor rechiziții grele. Saint-Germain are un martir: factorul Armand Brare, prins de prusaci în timp ce transporta depese prin liniile lor. A fost torturat cu lovituri de bici în pădurea Saint-Germain, încarcerat la Versailles, de unde a evadat, însă a fost împușcat în februarie 1871 în timp ce încerca să traverseze Sena înot.

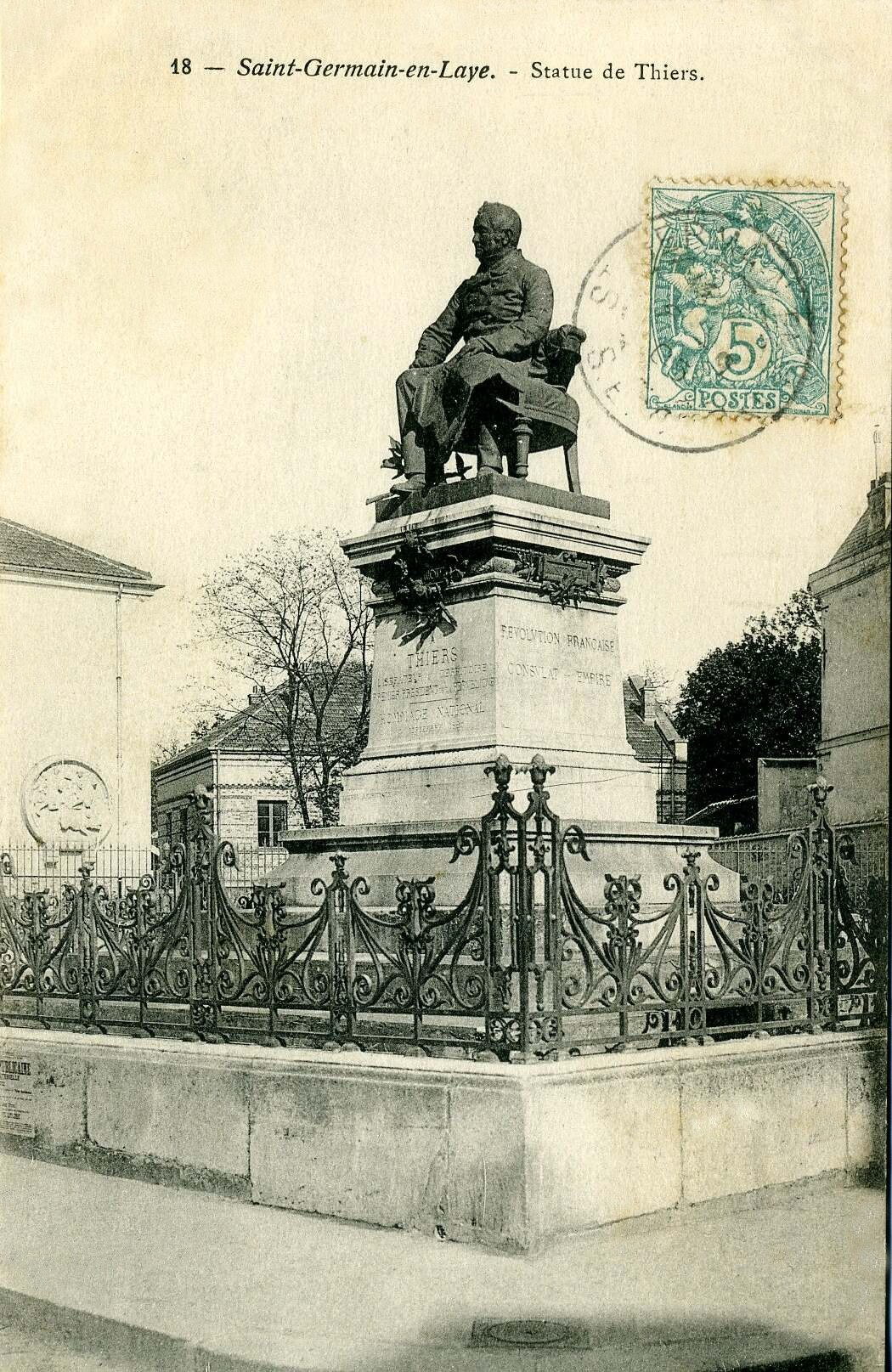
Statuia lui Adolphe Thiers.

În 1871, în timpul Comunei din Paris, numeroși parizieni s-au refugiat la Saint-Germain, ceea ce a dus la o creștere semnificativă a populației orașului.
În 1877, Adolphe Thiers, primul președinte al celei de-a Treia Republici, a cărui stare de sănătate era în declin și care obișnuia să viziteze Saint-Germain-en-Laye, s-a instalat la hotelul Pavillon Henri IV pe 22 august, pentru a se odihni. Starea sa de sănătate s-a agravat brusc pe 3 septembrie, zi în care a și murit. O statuie a lui Thiers a fost ridicată în 1880, pe piața castelului. Aceasta a fost distrusă în timpul Ocupației, în 1941.

#### Tramvaiul

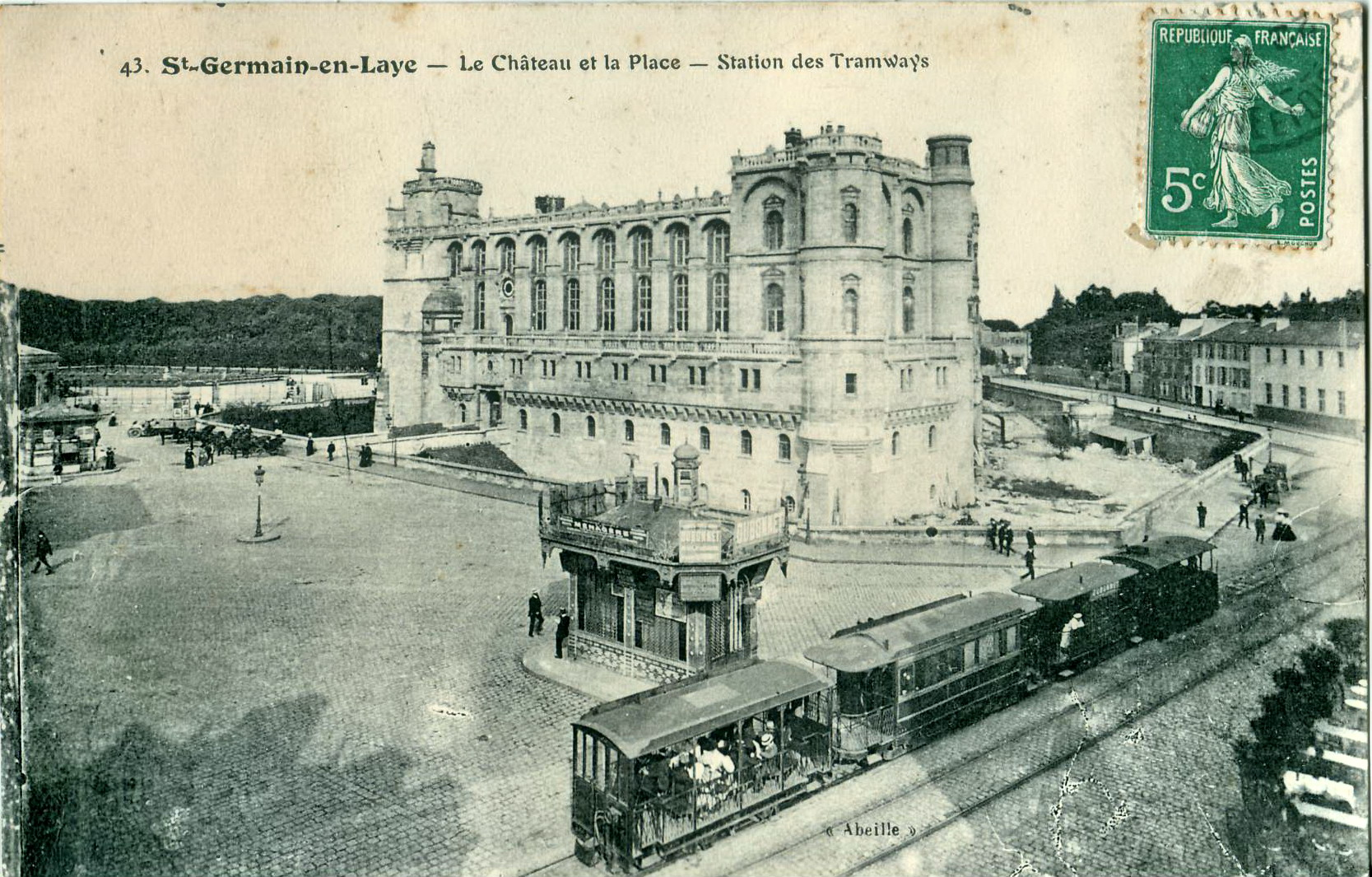
Tramvaiul la începutul secolului al XX-lea, pe vremea când era tractat de mici locomotive cu abur.

La 16 mai 1890, linia de tramvai Paris - Saint-Germain (PSG) a fost pusă în funcțiune. Această linie, cu o lungime de 18,7 kilometri, având tracțiune cu abur, lega castelul din Saint-Germain de Place de l'Étoile din Paris, trecând prin Rueil-Malmaison și podul Neuilly, într-un timp de aproximativ 1 oră și 30 de minute. Linia a fost electrificată în 1912, iar în 1921 a fost integrată în rețeaua STCRP (Société des transports en commun de la région parisienne), devenind linia nr. 58. Acest tramvai a fost înlocuit în cele din urmă cu autobuze începând cu 21 ianuarie 1935.
În 1896, o nouă linie de tramvai a fost inaugurată, legând Saint-Germain de Poissy (5,7 km). Această linie a fost transferată în 1911 către Compagnie des chemins de fer de grande banlieue (CGB) și, ulterior, în 1927, concesionată către SRCRP. Pe 1 ianuarie 1933, linia a fost cedată Société générale des chemins de fer économiques, dar exploatarea sa a fost închisă definitiv pe 31 decembrie 1933.

#### Secolul al XX-lea
În 1904 a fost fondat Stade Saint-Germanois, un club polisportiv a cărui secție de fotbal a stat la baza formării, în 1970, a clubului Paris Saint-Germain Football Club (PSG).
La 1 ianuarie 1912, a fost pusă în funcțiune linia CGB între Saint-Germain și Meulan. Această linie, cu ecartament de 1,44 m, a fost operată până la 30 iunie 1948.

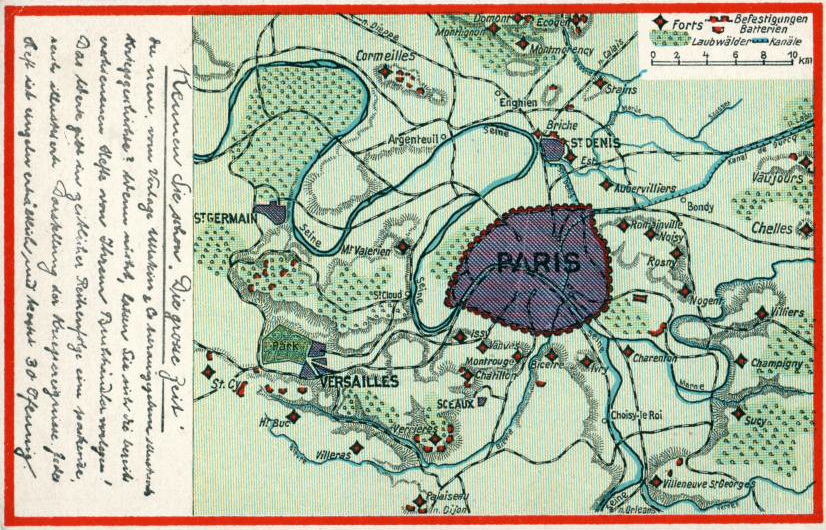
Apărările taberei fortificate a Parisului în 1914 (vedere veche poștală germană).

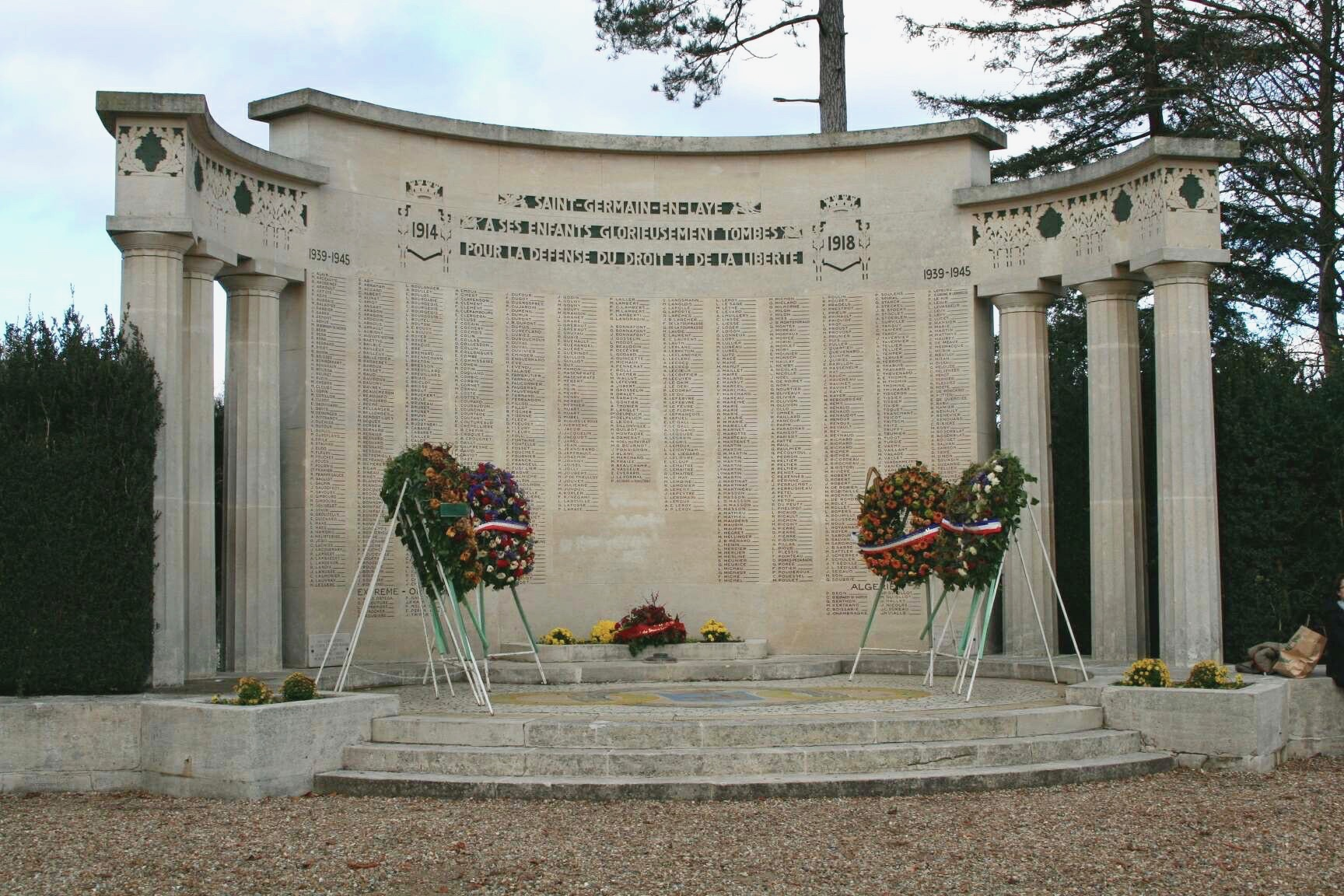
Monumentul eroilor.

În timpul Primului Război Mondial, Saint-Germain-en-Laye, deși inclus în perimetrul fortificat al Parisului, nu a fost afectat direct de lupte. La 21 martie 1915, câteva bombe lansate de Zeppeline, având ca țintă viaductul liniei de centură feroviară (Grande Ceinture), au căzut fără a provoca victime.
Încă din 1914, trenuri militare venind direct de pe front au fost primite în gara Saint-Germain-Grande-Ceinture. În 1917, gara de triere din Achères a fost extinsă pentru a putea primi trenuri cu soldați în permisie sau răniți.
Orașul a fost profund afectat de război, la fel ca majoritatea comunelor franceze. A pierdut 720 de soldați, ale căror nume sunt înscrise pe monumentul eroilor, ceea ce reprezintă 3,9 % din populația sa din 1914. Monumentul eroilor, realizat de arhitectul din Saint-Germain, Jacques Carlu, a fost inaugurat pe 24 septembrie 1922. Finanțat printr-o subscripție publică, acesta a înlocuit un prim cenotaf ridicat în 1919.
La 10 septembrie 1919, Tratatul de la Saint-Germain-en-Laye (echivalentul Tratatului de la Versailles pentru Germania) a fost semnat într-o sală a castelului. Acest tratat a stabilit pacea între Aliați și Austria și a consfințit prăbușirea monarhiei austro-ungare.
Între Cele Două Războaie Mondiale, în perioada 1922 - 1936, Saint-Germain-en-Laye a găzduit cursele auto și motocicliste „Bol d'or auto” și „Bol d'or” pe circuitul des Loges, situat în pădure. În 1926, un accident a provocat două decese. În anul următor, competițiile au fost mutate la Fontainebleau, dar în 1928 s-au întors pe un circuit numit „de la ville”. Cele două curse au fost reluate după război la Saint-Germain în 1947, 1948 și 1951. Celelalte ediții au fost organizate - întotdeauna pe durata a trei zile - pe autodromul din Linas-Montlhéry (până în 1955 pentru cursele auto și până în 1960 pentru cele moto, reluându-se doar cele moto în 1969).
În anii 1930, orașul Saint-Germain-en-Laye a fost afectat de criza economică, numărul șomerilor crescând semnificativ, de la aproximativ o sută la aproape cinci sute în 1932. Această criză a avut loc într-un context de criză demografică. Soldul natural al populației a fost negativ în prima jumătate a secolului al XX-lea, iar populația a stagnat, menținându-se în jurul valorii de 20 000 - 22 000 de locuitori între 1920 și 1940.

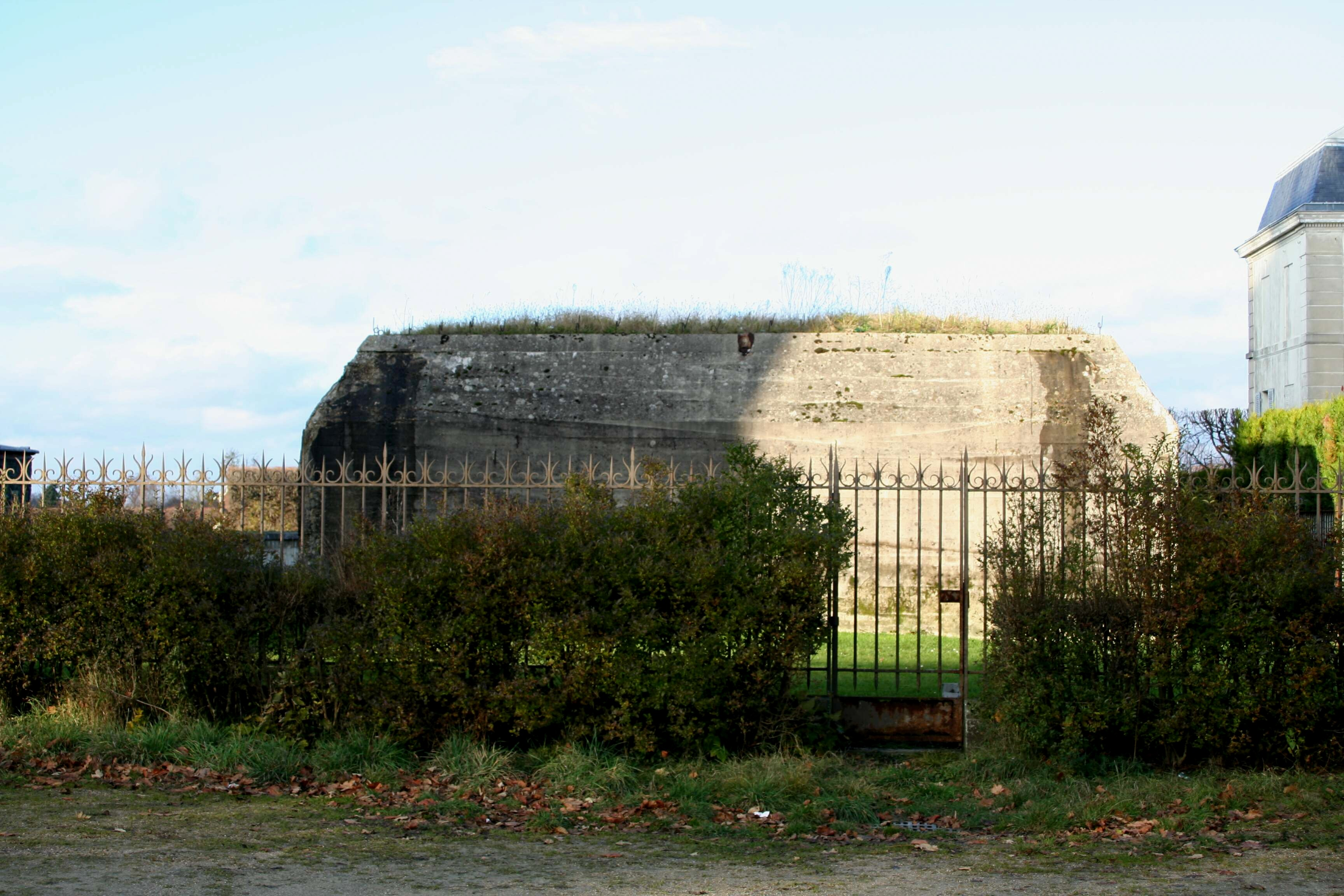
Buncăr german lângă castel.

În timpul celui de-al Doilea Război Mondial, orașul Saint-Germain-en-Laye a fost din nou ocupat de armata germană, între 14 iunie 1940 și 25 august 1944. La începutul lunii iunie 1940, exodul a golit literalmente orașul: la 15 iunie, mai rămăseseră doar 5.000 de locuitori. Totuși, majoritatea refugiaților s-au întors pe parcursul verii.
Statul major al Marelui Cartier General German pentru zona ocupată s-a instalat la Pavillon Henri IV, în timp ce multe alte servicii ale armatei de ocupație s-au stabilit în oraș. Locația era ideală: aproape de Paris, situată pe o înălțime, plăcută și având multe reședințe disponibile. Aproximativ un sfert din clădirile orașului (500 de case și imobile, 276 locuințe private) au fost rechiziționate pentru ocupație (hotelul Geoffre-de-Chabrignac, liceul pentru fete, școala Saint-Érembert, școala normală pentru fete, spitalul, castelele Hennemont și Saint-Léger). Castelul a fost însă neglijat, fiind considerat prea expus.
Misiunea încredințată statului major, sub conducerea colonelului general von Rundstedt, a fost de a pregăti operațiunea Seelöwe („Leul de mare”), adică debarcarea germană în Marea Britanie. Ulterior, Saint-Germain-en-Laye a devenit sediul Ob West, comandamentul forțelor germane de la Norvegia până la Biarritz.
După ce Aliații au încercat să bombardeze Pavillon Henri IV pe 3 martie 1942, distrugând cu această ocazie un întreg cartier din Le Pecq, Ocupantul a lansat construcția a aproximativ o duzină de buncăre, realizate de muncitori rechiziționați pentru Organizația Todt. Acestea includeau în special buncăre subterane destinate comandamentului.
De aici, feldmareșalul Gerd von Rundstedt a încercat, pe 6 iunie 1944, să opună rezistență Debarcării Aliaților.
Cel mai vizibil buncăr, cu o suprafață de 135 m², se află în grădinile castelului. Cel mai mare, invizibil din exterior, este situat retras pe strada Félicien-David: sub doi metri de beton, având 60 de încăperi pe o suprafață de 1.200 m² și trei etaje, era cel mai modern și mai bine echipat, cu împrejurimile securizate; feldmareșalul von Rundstedt avea aici o cameră cu lambriuri de lemn.
Alte buncăre se găsesc în centrul cartierului Médicis, la numerele 4 și 12 de pe rue Félicien-David, pe rue Saint-Louis (cartier Gramont), în grădina colegiului Marcel-Roby (31 rue Alexandre-Dumas), la villa David (25 bis rue Alexandre-Dumas), la zidul des Lion, în apropiere de Pavillon Henri IV, la 13 rue des Monts-Grevets (o turelă de tragere) și la 6 bis, 10 ter și 13 boulevard Victor-Hugo, la școala Saint-Érembert și în pădure.
Din cele 22 de buncăre, 16 sunt încă în picioare, situate printre spații verzi, clădiri publice sau proprietăți private; majoritatea sunt însă degradate și închise publicului, deși pe unul dintre ele a fost construită o casă.
În mai și iunie 1944, comuna Saint-Germain-en-Laye a fost supusă numeroaselor bombardamente ale Aliaților. Acestea au vizat în special infrastructura de transport: podul din Le Pecq, aflat în apropiere, viaductul Saint-Léger de pe linia Grande Ceinture, gara Saint-Germain-Grande-Ceinture și, mai ales, instalațiile de triere din Achères, situate în pădure. Aliații nu par să fi vizat rețeaua de buncăre a comandamentului german.
Germanii s-au retras fără a folosi numeroasele fortificații pe care le construiseră pentru a se apăra în cazul unui atac, iar Saint-Germain-en-Laye a fost eliberat pe 25 august 1944.
După război, pe 13 septembrie 1947, Bol d'Or s-a desfășurat pentru prima dată din 1939 încoace, la Saint-Germain-en-Laye. Timp de 24 de ore, mașinile și motocicletele au concurat pe un circuit de 5.790 m.
În 1954, Marele Cartier General al Forțelor Americane din Europa (United States European Command, USEUCOM) s-a instalat în Camp des Loges. Cu această ocazie, un ansamblu de 261 locuințe, numit „village SHAPE”, a fost construit pe domeniul castelului Hennemont, sub conducerea arhitectului Jean Dubuisson.
Marele Cartier General a părăsit Saint-Germain-en-Laye pe 5 februarie 1967, după ce generalul de Gaulle a decis retragerea Franței din comanda integrată a NATO.
În anii 1950, drumul național 13 care lega Parisul de Normandia și traversa centrul orașului a fost deviat spre sud, prin valea pârâului Buzot. Această deviere, care a stârnit numeroase critici deoarece era acuzată că împarte orașul în două, a fost finalizată în 1959.
La 7 noiembrie 1962 a fost creat arondismentul Saint-Germain-en-Laye, care cuprinde 45 de comune pe o suprafață de 341 km², reprezentând aproximativ 15 % din suprafața departamentului și 528 000 de locuitori (în 1999), adică 42 % din populația acestuia.
În anii 1960, Muzeul Antichităților Naționale a fost complet renovat la inițiativa lui André Malraux, ministrul culturii.
La 25 martie 1965, Malraux i-a prezentat noile săli generalului de Gaulle în cadrul unei vizite private, iar renovarea completă a fost finalizată în 1984.
La 1 octombrie 1972 a fost pus în funcțiune RER-ul, care leagă direct Saint-Germain-en-Laye de centrul Parisului și, mai departe, de suburbia din sud-est, ocolind gara Saint-Lazare. În același timp, oferă un acces direct și rapid, de mai puțin de douăzeci de minute, către centrul de locuri de muncă de la La Défense. Acest nou serviciu a dus la o creștere semnificativă a traficului în anii următori, precum și la începutul unei transformări demografice a orașului, însoțită de o creștere a prețurilor imobiliare.
Autostrada A14, inaugurată la 6 noiembrie 1996, traversează comuna în subteran printr-un tunel lung de 2.810 m (tunelul propriu-zis are 1.855 m și este completat de șanțuri acoperite pe aproape un kilometru), trecând pe sub Terasă și pădure. Acest traseu, care respectă mediul natural și cultural, este rezultatul unei lupte îndelungate purtate de primarul Michel Péricard, care l-a convins pe președintele Republicii, François Mitterrand. În urma unei vizite la fața locului, pe 2 mai 1990, acesta a decis să elimine schimbătorul de trafic prevăzut inițial în pădure, iar în iulie 1993 traseul a fost coborât pentru a îndepărta ieșirea tunelului de Terasă.
La 27 decembrie 1999, o furtună violentă, „Lothar”, a lovit Franța. Parcul castelului și pădurea au fost grav afectate.
La 4 august 2007, un accident la un carusel de la Fête des Loges, soldat cu doi morți și doi răniți grav, a îndoliat comuna.

### Fuziunea cu Fourqueux
La sfârșitul anului 2017, municipalitatea a anunțat lansarea unei reflecții în vederea unei fuziuni între Saint-Germain-en-Laye, Fourqueux, Mareil-Marly și L'Étang-la-Ville, care ar urma să ia forma unei comune noi în ianuarie 2019. Potrivit municipalității, aceasta ar permite o mai bună influență și adaptare la provocările generate de Métropole du Grand Paris, accentuând totodată reprezentativitatea comunelor reunite în cadrul comunității de aglomerație Saint Germain Boucles de Seine.
Acest proiect, inițiat de primarul comunei Saint-Germain în decembrie 2017, a stârnit mobilizarea locuitorilor și asociațiilor din celelalte comune, care au cerut organizarea unui referendum local. La 12 septembrie 2018, comuna L'Étang-la-Ville a decis să se retragă din procesul de fuziune. Același lucru s-a întâmplat și în Mareil-Marly, unde, după alegerile municipale parțiale organizate în septembrie 2018, ca urmare a destrămării echipei municipale alese în 2014, noua echipă a decis, de asemenea, să se retragă din acest proiect de fuziune.
Astfel, Fourqueux rămâne singura comună care ia în considerare acest proiect de fuziune.
Ședințele simultane ale consiliilor municipale din cele două orașe, destinate formalizării cererii de creare a unei comune noi care să păstreze denumirea de Saint-Germain-en-Laye, au avut loc la 19 noiembrie 2018. Consiliul municipal din Fourqueux s-a desfășurat într-o atmosferă tensionată, iar fuziunea a fost votată cu 17 voturi „Pentru”, 9 „Împotrivă” și 1 abținere la Fourqueux, și aproape în unanimitate, cu excepția a trei voturi, la Saint-Germain-en-Laye.
Astfel, la 1 ianuarie 2019, a fost creată o comună nouă care a absorbit Fourqueux sub numele unic de Saint-Germain-en-Laye. Fourqueux a devenit „comună delegată”.
Ordinul de fuziune menționează în anexă proiectul de teritoriu, documentul privind serviciile publice și documentul de guvernanță al noii comune, stabilite de cele două comune care au decis să funcționeze pe aceste baze.

### Marile evenimente politice din Saint-Germain-en-Laye
- Edictul de toleranță de la Saint-Germain din 17 ianuarie 1562, care a rezultat din Colocviul de la Poissy, a acordat protestanților dreptul de a-și practica cultul în anumite condiții;
- Pacea de la Saint-Germain-en-Laye din 5 august 1570, care a pus capăt celei de-al treilea Război al Religiilor din Franța;
- Tratatul de la Saint-Germain-en-Laye, semnat la 29 martie 1632, între Franța și Anglia;
- Tratatul de la Saint-Germain-en-Laye, semnat la 26 și 27 octombrie 1635, între Franța și ducele de Saxa-Weimar;
- Tratatul de la Saint-Germain-en-Laye, semnat la 29 iunie 1679, între Franța și Prințul-Elector de Brandenburg;
- Tratatul de la Saint-Germain-en-Laye, semnat la 25 octombrie 1679, între Franța și Prințul-Elector de Brandenburg;
- Tratatul de la Saint-Germain-en-Laye, semnat la 10 septembrie 1919, la finalul Primului Război Mondial, între Puterile Aliate și noua Republică Austriacă.

## Populația și societatea

### Date demografice
Evoluția numărului de locuitori este cunoscută prin recensămintele populației efectuate în comună începând din 1793. Pentru comunele cu mai puțin de 10 000 de locuitori, un recensământ al întregii populații este realizat la fiecare cinci ani, populațiile legale pentru anii intermediari fiind estimate prin interpolare sau extrapolare.
În 2022, comuna număra 45286 locuitori, în creștere cu +13,27 % față de 2016 (Yvelines: +2,72 %, Franța fără Mayotte: +2,11 %).
| An        | 1793  | 1821  | 1841  | 1856  | 1876  | 1886  | 1901  | 1921  | 1936  | 1962  | 1982  | 2006  | 2014  | 2022  |
| --------- | ----- | ----- | ----- | ----- | ----- | ----- | ----- | ----- | ----- | ----- | ----- | ----- | ----- | ----- |
| Populație | 13400 | 10291 | 13618 | 14283 | 17199 | 16312 | 17297 | 20008 | 22539 | 34621 | 38499 | 41312 | 39540 | 45286 |

## Cultura locală și patrimoniul

### Locuri și monumente

#### Patrimoniu arhitectural

##### Castelul, parcul și terasa
Castelul din Saint-Germain-en-Laye a fost una dintre principalele reședințe ale regilor Franței, începând cu Ludovic al VI-lea cel Gros, până la Ludovic al XIV-lea. Clădirea actuală, în stil renascentist, a fost reconstruită sub domnia lui Francisc I și restaurată sub Napoleon al III-lea. Castelul păstrează o frumoasă Sfântă Capelă (secolul al XIII-lea) în stil gotic și un donjon din secolul al XIV-lea. În prezent, găzduiește Muzeul Național de Arheologie.
Terasa castelului, construită de Le Nôtre între 1669 și 1674, se întinde în linie dreaptă pe o lungime de 2.400 de metri și o lățime de 30 de metri. Aceasta leagă centrul orașului Saint-Germain de castelul Val. Situată deasupra văii Senei, în direcția localității Le Pecq, terasa oferă o panoramă impresionantă asupra turnurilor din La Défense și Paris.
Din Château-Neuf, construit sub Henric al II-lea și Henric al IV-lea și distrus la sfârșitul secolului al XVIII-lea, singurul vestigiu notabil este fostul oratoriu al regelui, unde, conform tradiției, s-ar fi născut regele Ludovic al XIV-lea. Acest oratoriu este acum inclus în Pavilionul Henric al IV-lea.
La cealaltă extremitate a Terasei, în pădure, se află castelul Val, operă a lui Jules Hardouin-Mansart, construit pentru regele Ludovic al XIV-lea în secolul al XVII-lea. În prezent, acesta găzduiește o reședință de familie a societății de ajutor reciproc a membrilor Legiunii de Onoare.

##### În oraș

###### Clădiri religioase
Biserica parohială Saint-Germain, situată în fața castelului, a fost demolată și reconstruită în 1824 de arhitectul Potain, într-un stil inspirat de bazilicile paleocreștine. A fost restaurată de Joseph Nicolle între 1848 și 1854. Fațada sa are un fronton triunghiular sprijinit de șase coloane toscane, dintre care patru sunt aliniate în fațadă, iar două sunt în retragere. În această biserică se află mausoleul regelui Marii Britanii, Iacob al II-lea Stuart, detronat și exilat în urma Glorioasei Revoluții, care a locuit până la moartea sa în castelul din Saint-Germain.
Spitalul Saint-Louis, de fundație regală, a fost reconstruit în 1883 la inițiativa orașului de arhitectul Alfred-Nicolas Normand (1822-1909). Capela sa, în stil neo-bizantin, a fost înscrisă în patrimoniu în 1997.
Capela mănăstirii Doamnelor din Saint-Thomas, construită la sfârșitul secolului al XVIII-lea, este opera arhitectului Antoine-François Peyre.
Datând din 1893, capela Franciscanilor, situată pe avenue Foch, și-a pierdut titularii eponimi în 1994. Beneficiind de o restaurare în 2015, aceasta a fost redeschisă pentru cult în 2016, inițial datorită prezenței Institutului Hristos Rege Suveran Preot, iar ulterior, în 2019, prin instalarea comunității catolice ucrainene. În dimineața Crăciunului din 2021, aici a avut loc o slujbă de cântări, transmisă în cadrul emisiunii Chrétiens Orientaux (din seria Les Chemins de la foi).
Biserica Sainte-Croix din Fourqueux este clasată ca monument istoric prin ordinul din 14 iunie 1946.

###### Clădiri militare

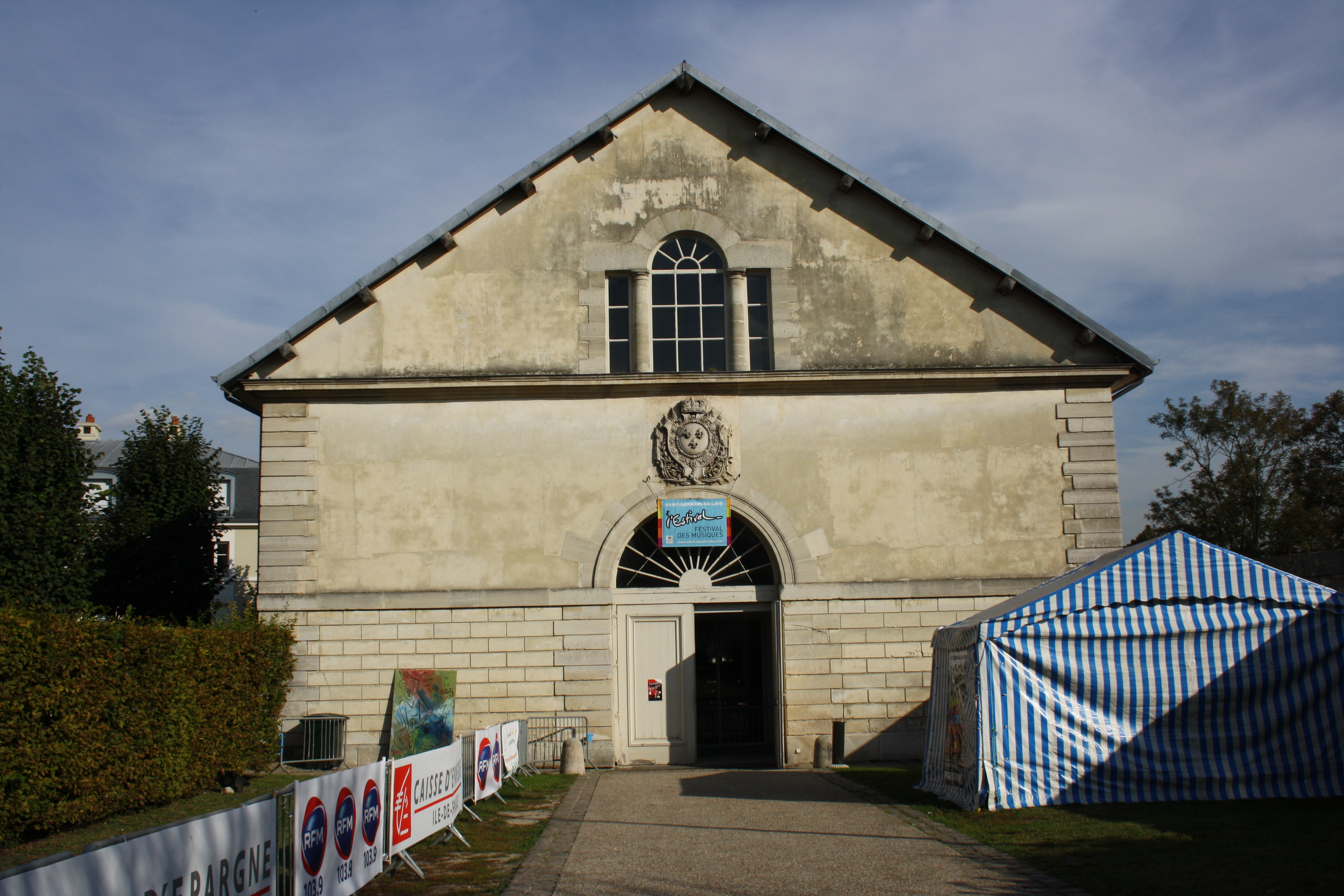
Manège royal.

Fostele cazărmi, în special Pavilionul Gramont, au fost transformate în locuințe sociale pentru familiile militarilor afectați la Camp des Loges. Fostul Manege Regal, reconstruit sub domnia lui Ludovic-Filip, a fost restaurat de către comună și este folosit ca sală de expoziții.

###### Clădiri civile
Saint-Germain-en-Laye păstrează vechiul său bailliage, cu închisoarea și sala sa de audiențe (devenit astăzi Casa Asociațiilor), fostul spital general construit la sfârșitul secolului al XVII-lea de Madame de Montespan (transformat în prezent în Muzeul Prieuré), câteva hoteluri particulare construite de familiile curții regale în secolele al XVII-lea și al XVIII-lea, precum și majoritatea străzilor și caselor din centrul orașului.
Clădirile vechi ale tăbăcăriilor regale, situate pe malul pârâului Rû de Buzot, au fost restaurate și transformate în spații de birouri.
O fostă anexă a Maison Verte, un castel distrus, a devenit tribunalul de primă instanță din Saint-Germain-en-Laye.
Cimitirul vechi, creat la începutul secolului al XVII-lea, adăpostește numeroase morminte ale unor personalități, printre care cele ale pictorului Maurice Denis și ale regizorului Jacques Tati.
„Prieuré”, fosta reședință a pictorului Maurice Denis, care găzduiește din 1980 muzeul dedicat operei sale, a fost construită inițial pentru a adăposti spitalul general regal din Saint-Germain-en-Laye. Capela a fost decorată de Maurice Denis.
Departe de centrul orașului, castelul Hennemont este o clădire din cărămidă și piatră în stil neogotic. A fost construit în 1907 pe locul fostului prieuré d’Hennemont pentru farmacistul Henri Cannone, inventatorul pastilei Valda. În prezent, găzduiește liceul internațional din Saint-Germain-en-Laye.

##### În pădure

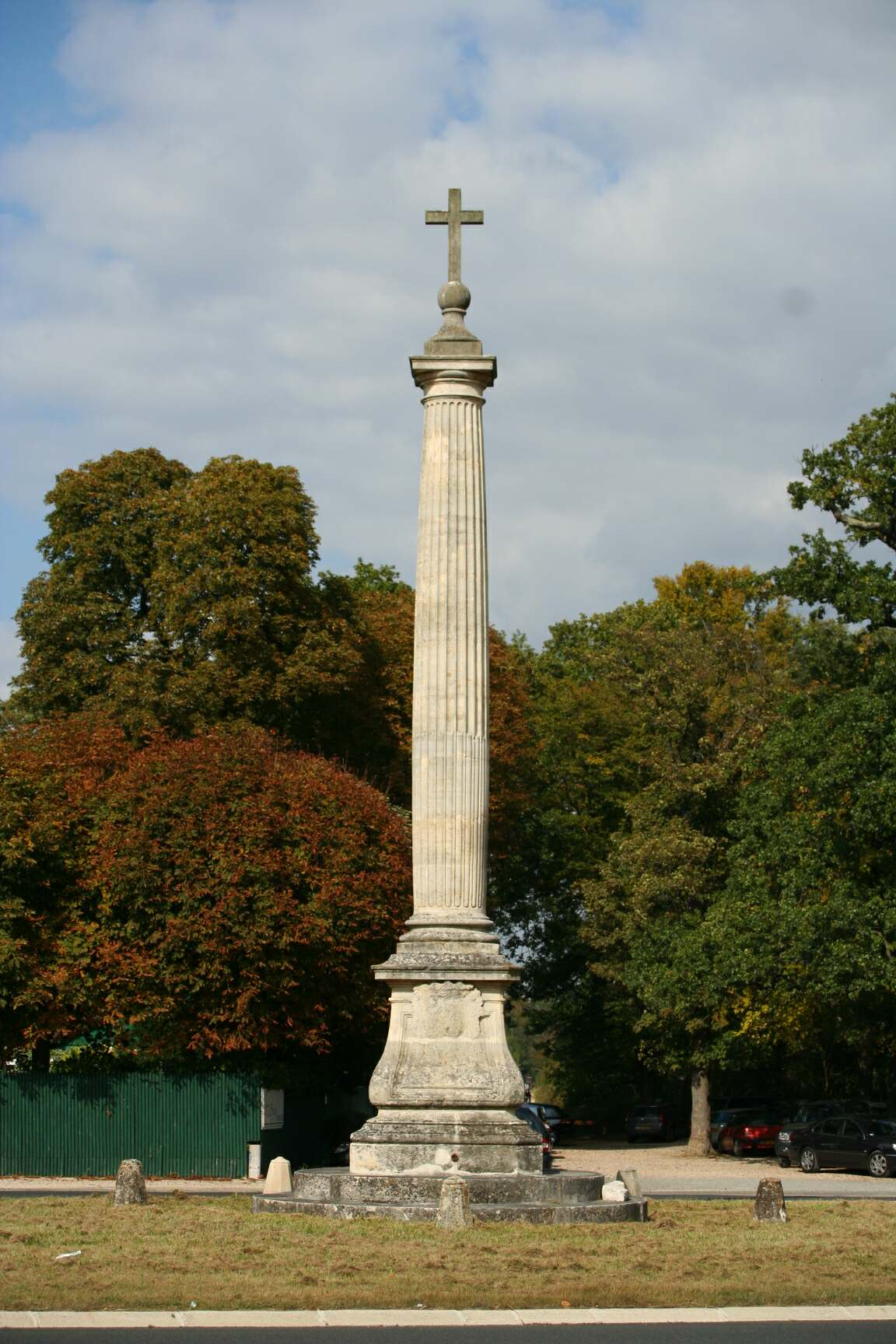
Croix de Noailles.

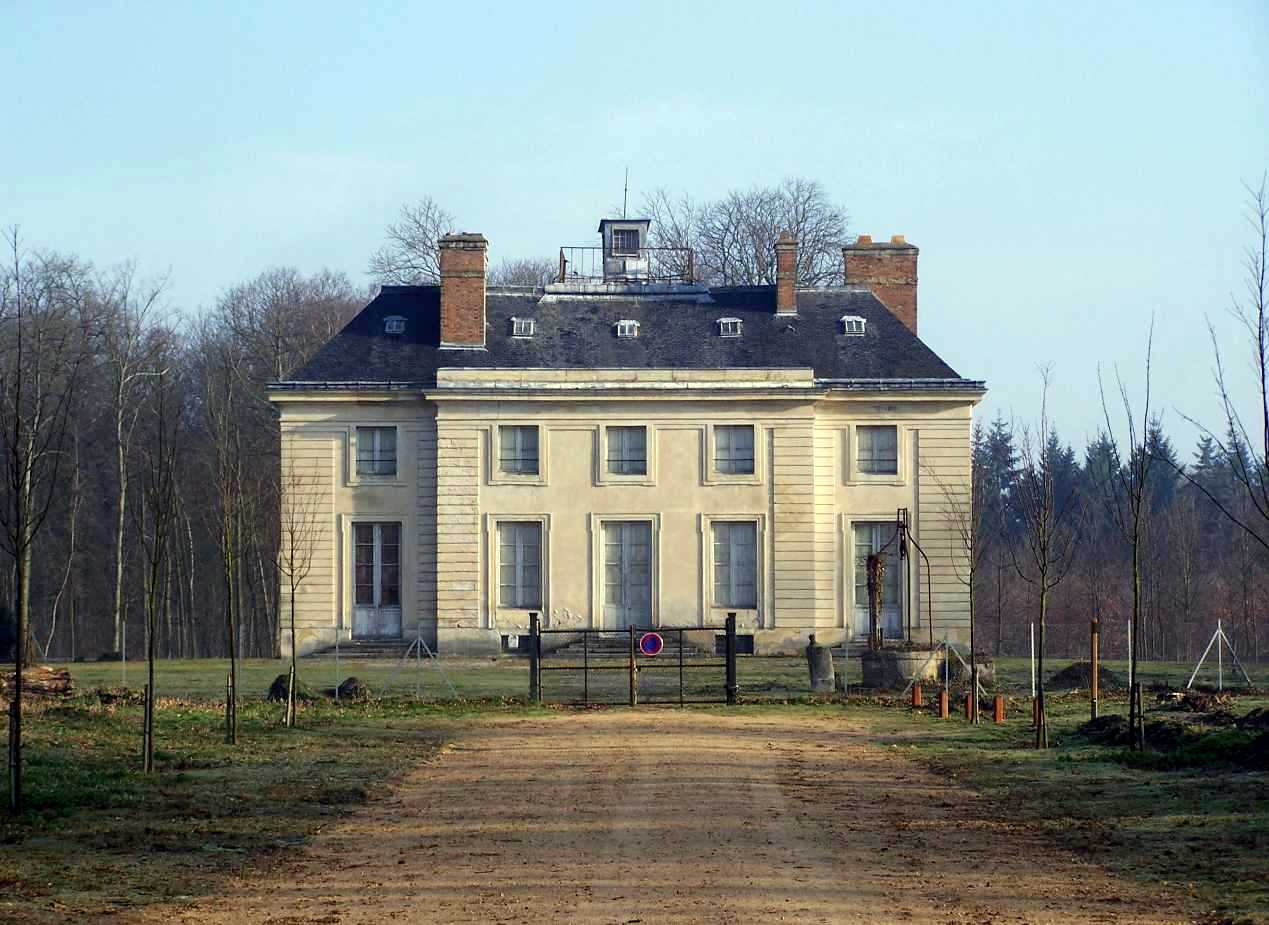
Pavillon de la Muette.

Pe lângă castelul Val și crucile menționate mai jos, în pădure se află mai multe monumente istorice.
Pavilionul de la Muette, fost loc de întâlnire pentru vânătoare, este situat în nordul pădurii. A fost construit în 1775 de arhitectul Ange-Jacques Gabriel pentru regele Ludovic al XV-lea, pe ruinele unui vechi castel al lui Francisc I. Pavilionul Crucii de Noailles, de asemenea fost loc de întâlnire pentru vânătoare, este clasat ca monument istoric. În prezent, găzduiește un restaurant italian.
Mănăstirea des Loges, fondată în 1644 de Ana de Austria pe locul fostului schit al sfântului Fiacru, se află în mijlocul pădurii. Din 1811, acest loc găzduiește casa de educație a Legiunii de Onoare. Clădirile au fost complet reconstruite în secolul al XIX-lea.
Pădurea a fost închisă treptat începând cu secolul al XVIII-lea printr-un zid continuu din piatră, destinat să limiteze braconajul, întrerupt de aproximativ zece porți monumentale care erau închise pe timpul nopții. În comună se mai pot vedea poarta de la Chambourcy și cea de la Pétrons.
Aqueductul de Retz (inscris ca monument istoric în 1988) este un apeduct subteran construit în timpul domniei lui Ludovic al XIV-lea pentru a alimenta castelul cu apă din izvoarele văii pârâului Buzot. Un punct de inspecție al acestuia se află pe domeniul castelului Saint-Léger, care găzduiește sediul Ford-France.
Fortul Saint-Saturnin a fost o construcție defensivă ridicată în partea de nord-est a pădurii pentru antrenarea trupelor în atacul asupra fortificațiilor. A fost edificat în 1669 și demolat între 1670 și 1671. Cunoscut din sursele scrise, fortul a făcut obiectul unor săpături arheologice.

## Personalități legate de oraș

### Regi și familia regală
- Ludovic al VI-lea cel Gros (1081-1137), rege al Franței între 1108 și 1137, a construit înainte de 1124 prima reședință, care nu era fortificată. Conform numărului de documente semnate acolo, el a petrecut șederi la Saint-Germain-en-Laye la fel de frecvente ca la Senlis și Orléans, împreună cu curtea sa.
- Filip August (1180-1223), care a semnat aici la fel de multe acte ca la Compiègne și Fontainebleau; „La întoarcerea sa din cruciadă, în 1191, a venit aici pentru a se odihni după oboseală, iar pe 18 martie 1192 a plecat în grabă, fără știrea curtenilor săi, pentru a merge la Bray și a face dreptate împotriva unor evrei care uciseseră un creștin[83].”
- Sfântul Ludovic (Poissy 1214-1270), rege al Franței din 1226 până în 1270, are o stradă care îi poartă numele. Între 1234 și 1238, a construit, prin arhitectul Pierre de Montreuil, sfânta capelă a castelului, unde a așezat relicve ale Coroanei de spini, oferite în 1239 de Balduin de Constantinopol, care a vizitat capela în iunie 1247. Cheile de boltă reprezintă chipul regelui, al mamei sale, Blanche a Castiliei, al soției sale, Marguerite de Provence, și al copiilor lor: Marguerite de Brabant, Robert de Artois, Alphonse de Poitiers și Carol de Anjou.
- Filip cel Frumos (1285-1314) a construit turnul din nord-vest, denumit în mod eronat donjonul lui Ludovic al VI-lea.
- În 1341, Prințul Negru a incendiat și jefuit orașul și castelul.
- În 1351, Ioan cel Bun a locuit în turn și a folosit capela.
- Carol al V-lea cel Înțelept (Vincennes 1338-1380) a realizat lucrări importante de construcție și fortificare între 1367 și 1380. El a amenajat o cameră de studiu în turn, similar celei de la Vincennes.
- Francisc I (1494-1547), rege al Franței între 1515 și 1547, a guvernat adesea din Saint-Germain-en-Laye. El a reconstruit castelul în stil renascentist, dotându-l cu un acoperiș-terasă, un element unic.
- Henric al II-lea (Saint-Germain 1519-1559), rege al Franței între 1547 și 1559, a inițiat construcția Château-Neuf.
- Madeleine de Franța (Saint-Germain 1520-1537), regină a Scoției prin căsătoria sa cu Iacob al V-lea.
- Jeanne d'Albret (Saint-Germain 1528-1572), fiica lui Henric al II-lea de Navarra și mama lui Henric al IV-lea. Liceul general și tehnic din Saint-Germain poartă numele său.
- Carol al IX-lea (Saint-Germain 1550-1574), rege al Franței între 1560 și 1574.
- Henric al IV-lea (1553-1610), rege al Franței între 1589 și 1610, a finalizat construcția Château-Neuf și amenajarea grădinilor acestuia.
- Margareta de Franța (1553-1615), cunoscută sub numele de „regina Margot”, regină a Navarrei și apoi a Franței, soția regelui Henric al IV-lea, scriitoare.
- Ludovic al XIII-lea (1601-1643), rege al Franței între 1610 și 1643, și-a petrecut copilăria la Saint-Germain-en-Laye și a locuit acolo foarte des. Este regele Franței care a avut cel mai mare impact asupra istoriei orașului. A murit la Saint-Germain-en-Laye pe 14 mai 1643. Medicul său, Jean Héroard, a lăsat un jurnal detaliat despre copilăria sa.
- Iacob al II-lea al Angliei (1633-1701), fiul Henriettei-Marie de Franța, rege al Angliei și al Scoției, exilat și decedat la Saint-Germain-en-Laye pe 16 septembrie 1701.
- Ludovic al XIV-lea (Saint-Germain 1638-1715), rege al Franței între 1643 și 1715, al cărui leagăn este reprezentat pe blazonul orașului.
- Filip, duce de Orléans (Saint-Germain 1640-1701), fratele lui Ludovic al XIV-lea, strămoș al lui Philippe Égalité (1747-1793), membru al Convenției Naționale, și al Contelui de Paris (1908-1999), pretendent la tron.
- Françoise-Madeleine de Orléans (Saint-Germain 1648-1664), ducesă de Savoia prin căsătorie.
- Marele Delfin, botezat la 24 martie 1668 la Saint-Germain, tatăl lui Filip al V-lea de Bourbon, rege al Spaniei, strămoșul ramurii principale a Bourbonilor (Ludovic al XX-lea).
- Ludovic de Bourbon (1667-1683) (Saint-Germain 1667-1683), fiu ilegitim recunoscut al lui Ludovic al XIV-lea și al domnișoarei de La Vallière, amiral al Franței.
- Louis-Auguste de Bourbon (1670-1736) (Saint-Germain 1670-1736), duce de Maine, fiu ilegitim recunoscut al lui Ludovic al XIV-lea și al Marchizei de Montespan, încredințat împreună cu frații și sora sa doamnei Scarron, viitoarea Madame de Maintenon.

### Guvernatori și ofițeri ai castelelor și domeniului Saint-Germain
- Jean de Dunois (1402-1468), tovarăș de arme al Ioanei d'Arc, a fost căpitan al castelului din Saint-Germain-en-Laye.
- Ludovic de Guyenne (1396-1415), Delfin al Franței, a fost guvernator al Saint-Germain.
- Ludovic de Noailles (1713-1793), mareșal al Franței, numit guvernator al castelului din Saint-Germain-en-Laye în 1789, a murit de bătrânețe la Saint-Germain-en-Laye pe 22 august 1793.

### Alte personalități care au locuit la Saint-Germain
- Christine de Pisan (1364-1431), scriitoare, a murit la mănăstirea din Poissy.
- Jean Héroard (1551-1628), medic al Delfinului și veterinar al regelui, a scris un jurnal care descrie viața la castelul din Saint-Germain în primii șapte ani ai lui Ludovic al XIII-lea.
- Cardinalul Richelieu (1585-1642) a locuit în 1624, 1630 și 1642 pe rue de la Verrerie (actuala rue Saint-Louis)[43].
- Pierre Séguier (1588-1672), cancelar al Franței, a murit la Saint-Germain, în Hôtel de la Chancellerie, care este astăzi primăria orașului.
- Jean-Baptiste Lully (1632-1687), muzician.
- Madame de Montespan (1640-1707), favorita regelui Ludovic al XIV-lea, a înființat o mănăstire a ursuline la Saint-Germain în 1681.
- Cavalerul de Ramsay, autorul Discursului lui Ramsay, un text considerat parte din textele fundamentale ale francmasoneriei franceze.
- Voltaire (1694-1778) a locuit la Saint-Germain-en-Laye între 15 martie și 15 aprilie 1729, la întoarcerea sa din Anglia[84].
- Benjamin Franklin (1706-1790), om politic american, a locuit în 1778 la castelul Val, la invitația mareșalului de Beauvau.
- Jean-Jacques Rousseau (1712-1778) a locuit la Saint-Germain-en-Laye în noiembrie 1753 pentru a se plimba în pădure.
- Gluck (1714-1787), compozitor de opere, a locuit la Saint-Germain în Hôtel de Noailles[85].
- Jean-Georges Noverre (1727-1810), dansator și coregraf, a locuit la Saint-Germain-en-Laye până la moartea sa, în locuința sa de pe rue de la Surintendance. Soția sa a fost închisă la castel în timpul Terorii[85].
- Johann Christian Bach (1735-1782) a locuit la Saint-Germain-en-Laye, la Hôtel de Noailles[85].
- Charles François Dumouriez (1739-1823), general, după trădarea sa din 17 aprilie 1793, soția și copiii săi, care locuiau la Saint-Germain, au fost luați ostatici[86].
- Mozart (1756-1791) a locuit de două ori la Saint-Germain-en-Laye, în 1763 și 1778, la Hôtel de Noailles[85].
- Jean-Baptiste-Joseph Boulliot (1750-1833), preot al parohiei Mesnil-le-Roi și istoric al Ardenilor și al protestantismului ardenez, a murit la Saint-Germain-en-Laye.
- Madame Campan (1752-1822), educatoare, fondatoare a unei instituții de învățământ la Saint-Germain-en-Laye.
- Jan Ladislav Dussek (1760 - 20 martie 1812), pianist și compozitor, a murit la Saint-Germain-en-Laye.
- François Gérard (1770-1835), pictor.
- Louis-Michel Letort de Lorville (1773-1815), general al armatelor Republicii și Imperiului, aghiotant al lui Napoleon I, a murit în luptă la Gilly pe 16 iunie 1815.
- Adolphe Thiers (1797-1877), primul președinte al celei de-a Treia Republici, și-a petrecut ultimele zile din viață la Saint-Germain-en-Laye, unde venise să se odihnească în august 1877, la Pavilionul Henric al IV-lea. A murit acolo pe 3 septembrie. În 1881, o statuie a fost ridicată în piața castelului în onoarea sa, considerat „eliberatorul teritoriului”. Aceasta a fost distrusă în timpul Ocupației, în 1941.
- Alexandre Dumas (1802-1870), scriitor, a locuit timp de trei ani la Saint-Germain-en-Laye, inițial la Pavilionul Henric al IV-lea. Acolo a scris unele dintre cele mai cunoscute opere ale sale, precum Cei trei muschetari și Contele de Monte-Cristo. În perioada în care locuia în vila Monte-Cristo, s-a ocupat de transformarea fostului teren de jeu de paume într-un teatru.
- Gérard de Nerval (1808-1855), poet, și-a petrecut copilăria între 1808 și 1814 la Saint-Germain-en-Laye, în casa unchiului său.
- Félicien David (1810-1876), compozitor.
- François Bonvin (1817-1887), artist-pictor.
- Gabriel de Mortillet (1821-1898), arheolog, preistoric și primar al orașului Saint-Germain-en-Laye.
- Ludovic Halévy (1834-1908) a locuit într-o casă situată chiar sub terasă, pe partea Saint-Wandrille.
- Salomon Reinach (1858-1932) a locuit împreună cu cei doi frați ai săi, Joseph și Théodore, într-o casă care face parte acum din École Saint-Érembert. Salomon Reinach a fost arheolog și istoric, precum și director al Muzeului de Antichități Naționale.
- Maurice Denis (1870-1943), artist-pictor și lider al grupării Nabis, și-a petrecut cea mai mare parte a vieții la Saint-Germain-en-Laye. Reședința sa, „Prieuré”, a fost transformată în muzeu.
- Louis Bouquet (1885-1952), artist-pictor, s-a stabilit în 1914 la Saint-Germain-en-Laye împreună cu tânăra sa soție, alături de prietenul său Maurice Denis.
- René Guénon (1886-1951) a fost profesor de filosofie la Saint-Germain-en-Laye în anii 1916 și 1917[87].
- Louis-Ferdinand Céline (1894-1962), scriitor, a locuit la Saint-Germain-en-Laye[88].
- Antonin Artaud (1896-1948), scriitor, a locuit la Saint-Germain-en-Laye[88].
- Georges Bataille (1897-1962), scriitor, a locuit la Saint-Germain-en-Laye.
- Roger Chastel (1897-1981), pictor al Școlii de la Paris, a locuit și a lucrat la Saint-Germain-en-Laye din 1928 până la moartea sa în 1981 (cu excepția perioadei Ocupației, pe care a petrecut-o la Cannes).
- Jacques Tati (1907-1982), autor, regizor de cinema și actor, a locuit la Saint-Germain-en-Laye. Numele său a fost atribuit sălii de cinema municipale.
- Pierre Boutang (1916-1998), filosof, a locuit la Saint-Germain-en-Laye, unde s-a retras în 1984 și a continuat să țină seminarii până la moartea sa.
- Guy Lefranc (1919-1994), cineast francez, a murit la Saint-Germain-en-Laye.
- Jean-Marie Le Pen (1928-2025) și-a făcut studiile de filosofie la Saint-Germain-en-Laye[89].
- Hassan al II-lea (1929-1999) a locuit în exil la Pavilionul Henric al IV-lea din Saint-Germain-en-Laye, înainte de a fi proclamat rege al Marocului în 1961.
- Bruno Pradal (1949-1992), actor francez, a locuit la Saint-Germain-en-Laye.
- Didier Bourdon (născut în 1959), actor, a locuit la Saint-Germain-en-Laye.

### Alte personalități născute la Saint-Germain
- Louis de Buade, conte de Frontenac (1622-1698), fiul guvernatorului din Saint-Germain, guvernator al Noii Franțe și unul dintre fondatorii Quebecului.
- Claude Richard (1705-1784), botanist și grădinar;
- Claude Debussy (1862 - 1918), compozitor. Casa sa natală, situată la nr. 38 pe rue au Pain, a fost transformată în muzeu;
- Tony Selmersheim (1871 - 1971), arhitect, decorator⁠(d);
- Édouard Bourdet (1887-1945), actor și jurnalist.
- Charles, general-baron Marion (1887 - 1944), ofițer general de cavalerie și prefect.
- Jehan Alain (1911-1940), compozitor și organist, a murit în luptă la Saumur pe 20 iunie 1940.
- Christian Fouchet (1911-1974), om politic, ministru.
- Marie-Claire Alain (1926-2013), organistă, sora lui Jehan Alain.
- José Artur (1927-2015), actor, prezentator de radio.
- Jean-Edern Hallier (1936-1997), om de litere.
- Sylvie Vauclair (1946), astrofiziciană.
- Emmanuel Todd (1951), istoric, politolog și sociolog.
- Albert Dupontel (1964), umorist, actor, regizor.
- Lannick Gautry (1976), actor.
- Nicolas Bay (1977), deputat european, politician al Frontului Național (FN).
- Amélie Mauresmo (1979), campioană olimpică la tenis.
- Mélanie Thierry (1981), model, actriță.
- Ismaël Gace (1986), fotbalist la PSG, apoi la OGC Nice.
- Julien Mertine (1988), campion al Franței la scrimă.
- Marion Maréchal (1989), deputată.
- Caroline Garcia (1993), jucătoare de tenis, campioană mondială la dublu feminin.
- David Aubry (1996), campion olimpic, campion al Franței și campion european la natație.

## Înfrățiri
- Germania – Aschaffenburg - din 1975[90]
- Regatul Unit al Marii Britanii și al Irlandei de Nord – Ayr - din 1984[91]
- Polonia – Konstancin-Jeziorna - din 1992[92]
- Germania – Schwelm - din 2007[93]
- Maroc – Temara - din 1982[94][95]
- Statele Unite ale Americii – Winchester - din 1990[96]